# Maurice Denis
Maurice Denis (25 de noviembre de 1870 – noviembre de 1943) fue un pintor francés, escritor y miembro de los movimientos simbolismo y Les Nabis. Sus teorías contribuyeron a la fundación del cubismo, fauvismo, y arte abstracto.

## Biografía

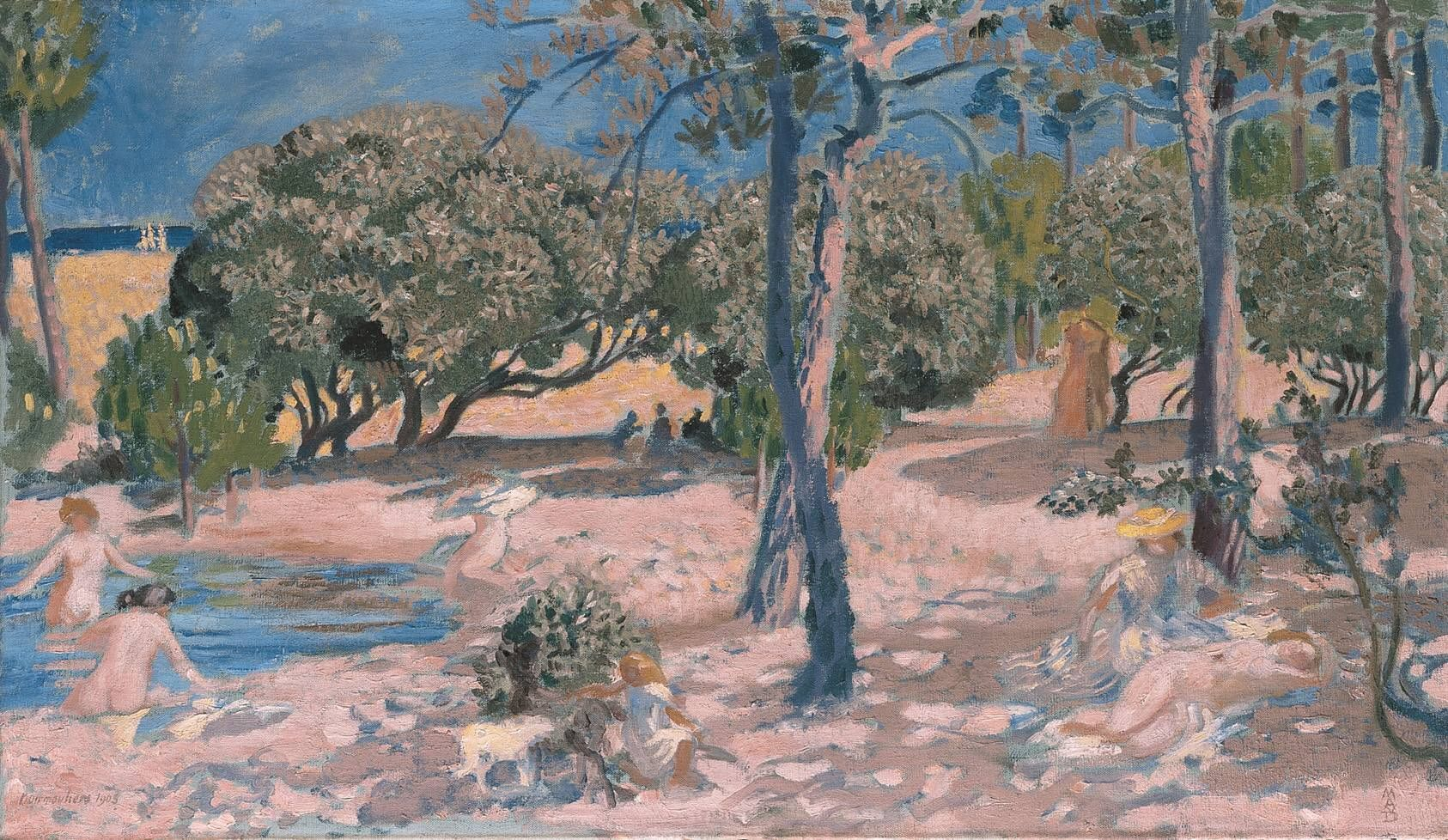
Maurice Denis - Sommertag auf der Insel Noirmoutier - 1903 - Bavarian State Painting Collections

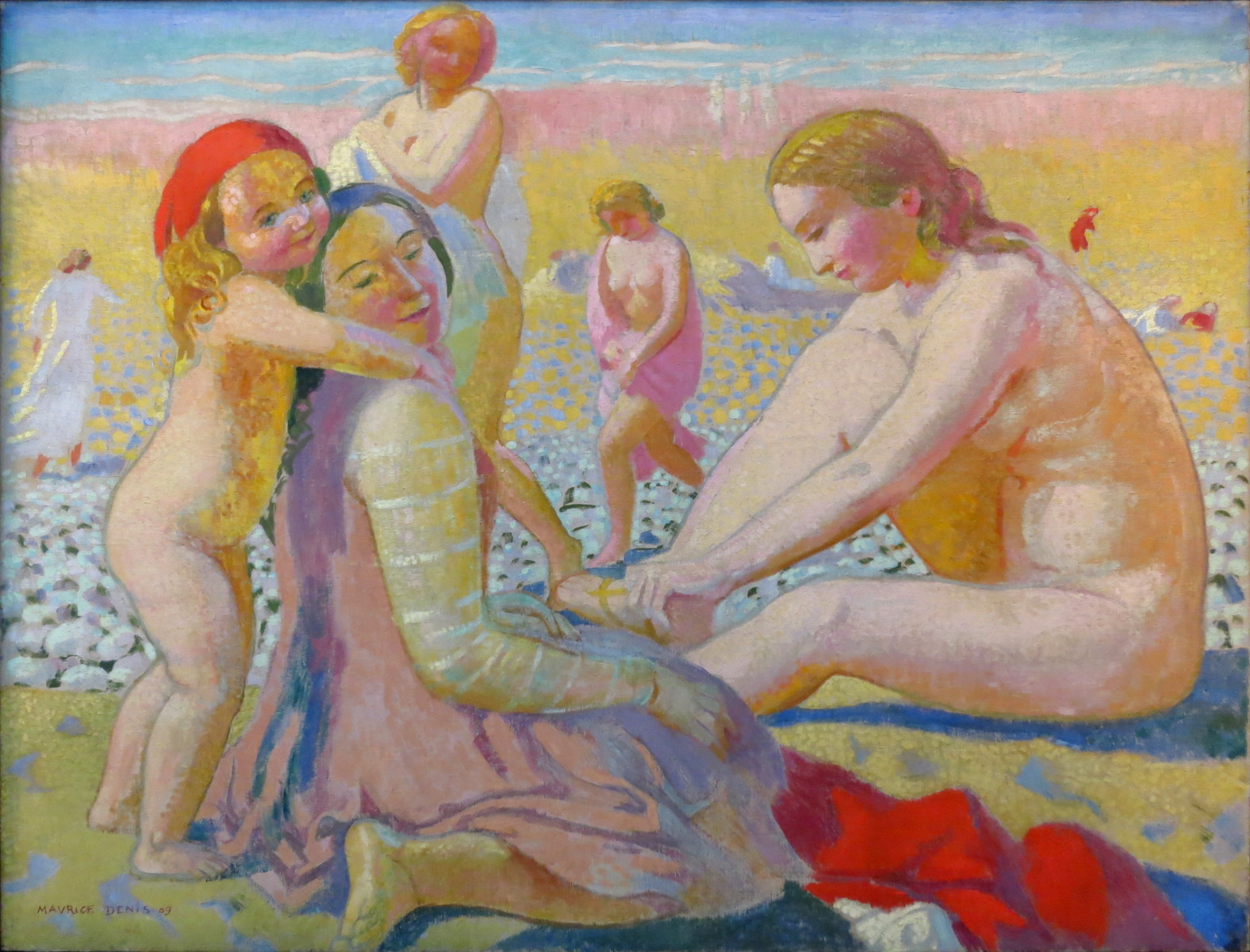
Maurice Denis - Plage Au Bonnet Rouge 1909

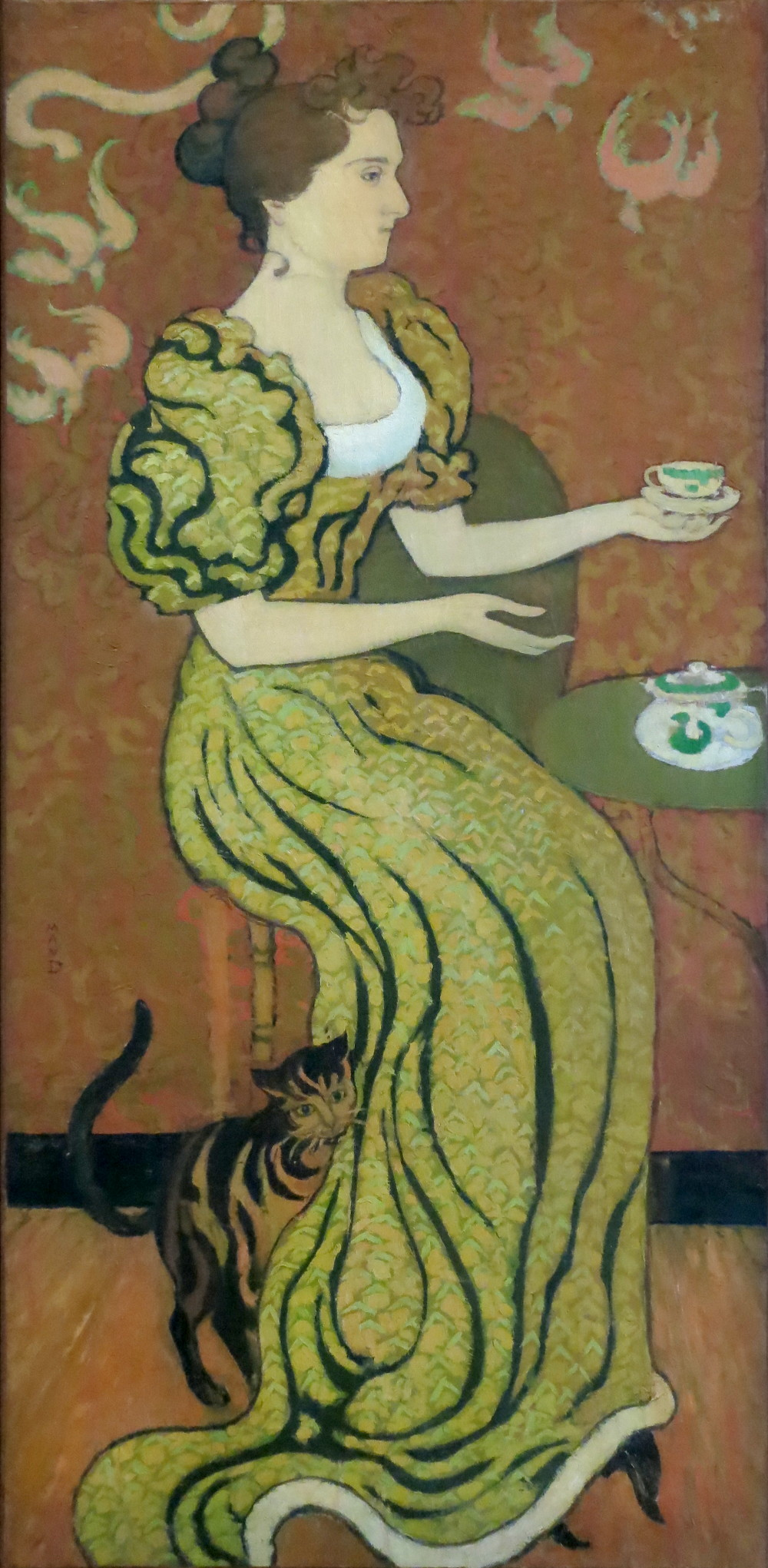
Maurice Denis - Madame Ranson Au Chat 1892

Nació en Granville (Normandía). Desde la infancia conoció al pintor Vuillard. En 1888 empezó a estudiar en la Académie Julian de París, como preparación para la Escuela de Bellas Artes. Allí conoció a Bernard, Bonnard y Sérusier. 
Fue Sérusier quien le transmitió las ideas de la escuela de Pont-Aven, al llevar consigo a París el cuadro Talismán, realizado bajo la dirección de Gauguin después de pasar con él el verano de 1888. Le influyó el colorido de Gauguin. Con sus amigos, fundó el grupo artístico Nabis, bajo la influencia de Pont-Aven. Maurice Denis publicó el primer manifiesto del estilo nabi: Definición del Neo-Tradicionalismo (Arte y crítica, agosto de 1890). Es en este manifiesto en el que se encuentra su famosa definición de pintura:

«Recordad que un cuadro, antes de ser un caballo de batalla, una mujer desnuda o una anécdota cualquiera, es esencialmente una superficie plana cubierta de colores reunidos con cierto orden.»

Compartió taller con Bonnard y Vuillard. Realizó decorados para el «Théâtre de l'Œuvre» (1892-1893). A partir de un viaje a Roma en 1898, dio un giro a sus propuestas estéticas, encabezando una tendencia de espíritu clasicista. Estos viajes a Italia (1895-1898 y 1907) contribuyeron a que se inspirase en la pintura religiosa anterior a Rafael, en autores como Piero della Francesca y Fra Angelico. 
Realizó un viaje a Alemania en 1903. Junto con Bernard y Roussel, viajó hasta Aix en 1906, donde visitó a Cézanne. Comenzó a impartir clases en la Académie Ranson en el año 1908. Vivió desde 1914 en  el priorato de Saint-Germain-en-Laye, cerca de París, donde actualmente se alberga un museo dedicado a su memoria (Museo Maurice Denis «El Priorato») y a la de sus compañeros nabís. Fundó con Georges Rouault y Desvallières los talleres de Arte Religioso (1919).
Se casó dos veces, con su primera esposa, Marthe Meurier, en 1893. Tuvieron siete hijos y ella posó para numerosas obras de Denis. Tras su muerte en 1919, Denis pintó una capilla dedicada a su memoria. Se casó de nuevo el 22 de febrero de 1922 con Elisabeth Graterolleore, a quien había utilizado como modelo para una de las figuras de la cúpula del Théâtre des Champs-Élysées. Tuvieron dos hijos, Jean-Baptiste (nacido en 1923) y Pauline (nacida en 1925). Elisabeth también aparece en varias pinturas de Denis, a veces junto a Marthe.
Denis murió en París como consecuencia de las heridas sufridas en un accidente de automóvil en noviembre de 1943. La fecha concreta se señala de forma distinta según las fuentes: el día 2, el 3 o el 13.

## Estilo
Los temas de sus pinturas incluyeron paisajes y estudios de figuras, particularmente de madre e hijo. Pero su principal interés radicó en los temas religiosos. Se le considera como uno de los grandes renovadores del arte religioso francés. Sus compañeros nabis, por su estilo simple y arcaizante, le llamaron «Nabi de los bellos iconos». En estos temas religiosos exalta la familia cristiana. 
Sostiene, bajo la influencia de Gauguin, la teoría de las dos divisiones, que pretende explicar la pintura a partir de dos ejes o componentes: uno subjetivo y espiritual y otro objetivo, técnico y material.
Se puede observar en su pintura una evolución. Tiene un primer momento nabis, bajo la influencia de Gauguin y la escuela de Pont-Aven. Posteriormente, el contacto con la pintura italiana, del prerrenacimiento y del renacimiento, hace que se vuelva más clasicista. La inspiración italiana se evidencia, sobre todo, en los grandes ciclos que realizó para iglesias. Pasa por una breve fase divisionista y después presenta las características curvas que lo acercan al art nouveau. Pero, a partir de 1898 puede decirse que deja atrás lo nabi y lo modernista, para adquirir el definitivo carácter clasicista de sus pinturas religiosas: composiciones simples, organizadas, líneas curvas, colorido claro, ausencia de modelado en las figuras.

## Etapas

### En los Nabis

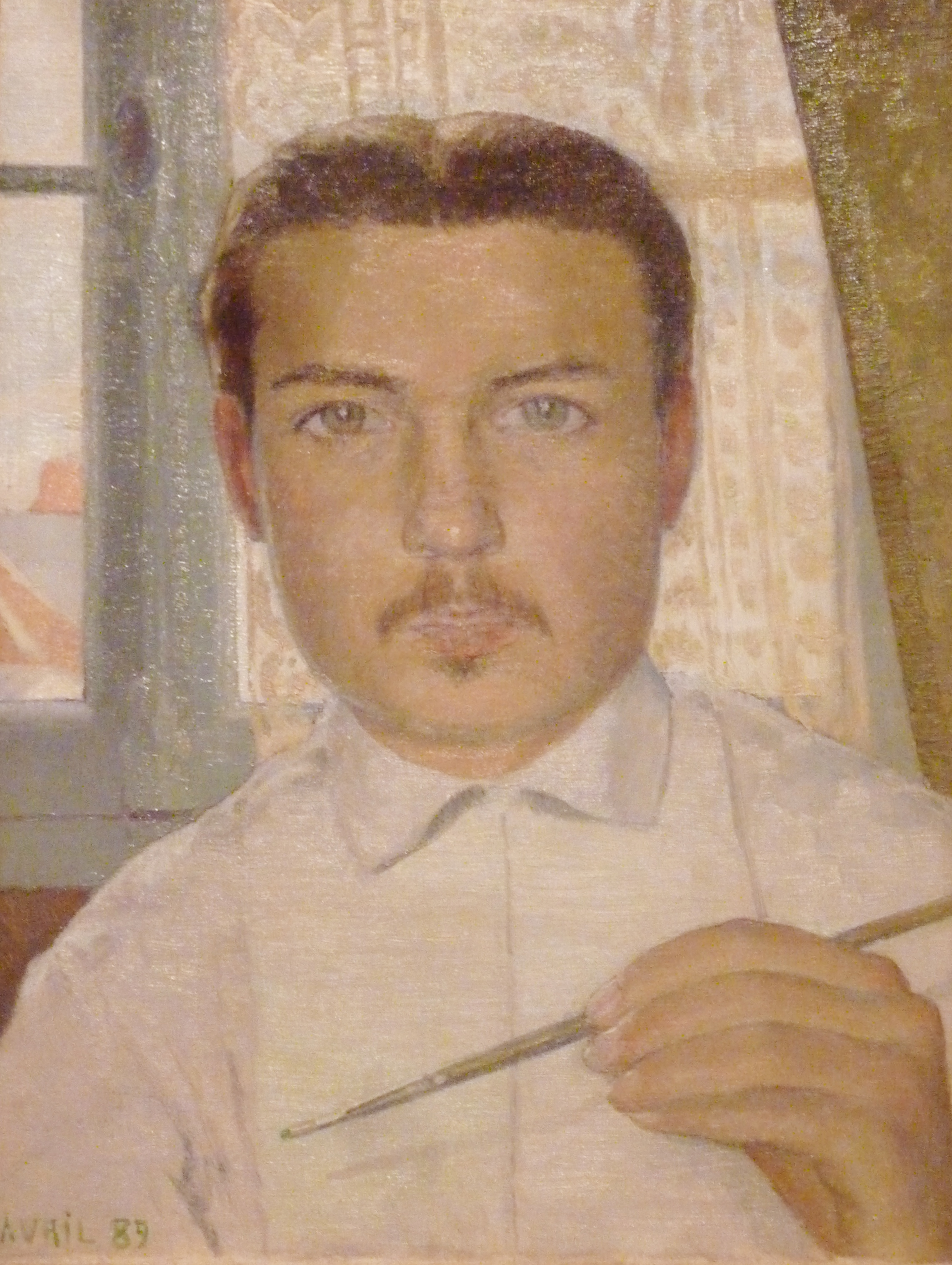
Autorretrato a los 18 años (1889)
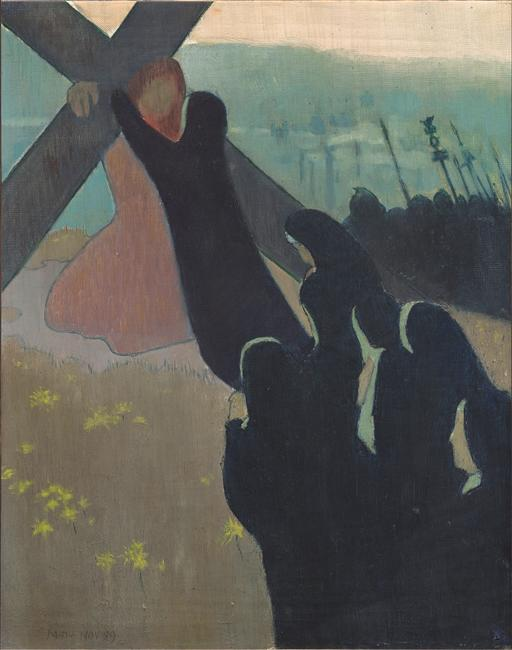
Subida al Calvario (1889)
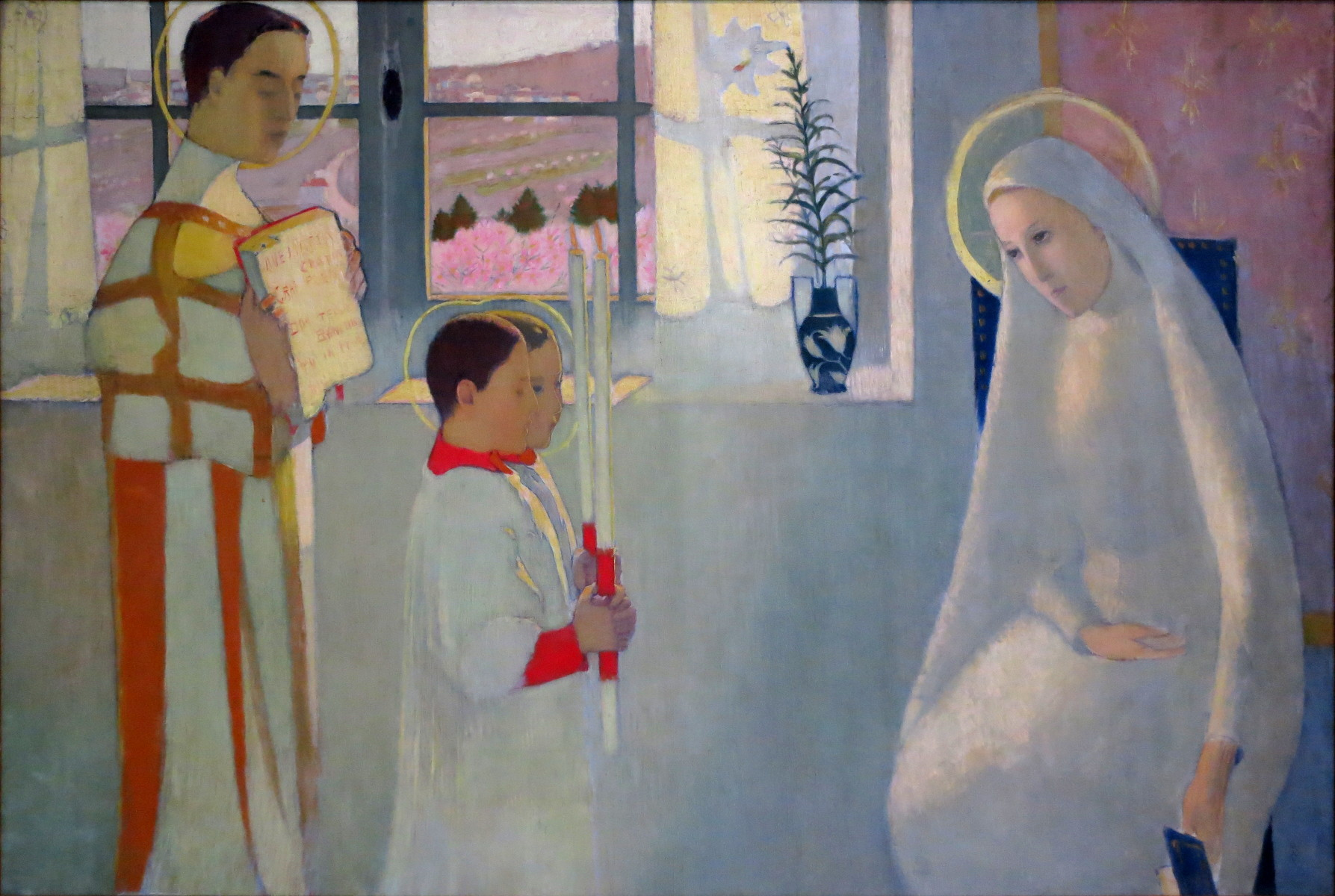
Le Mystere Catholique (1889)
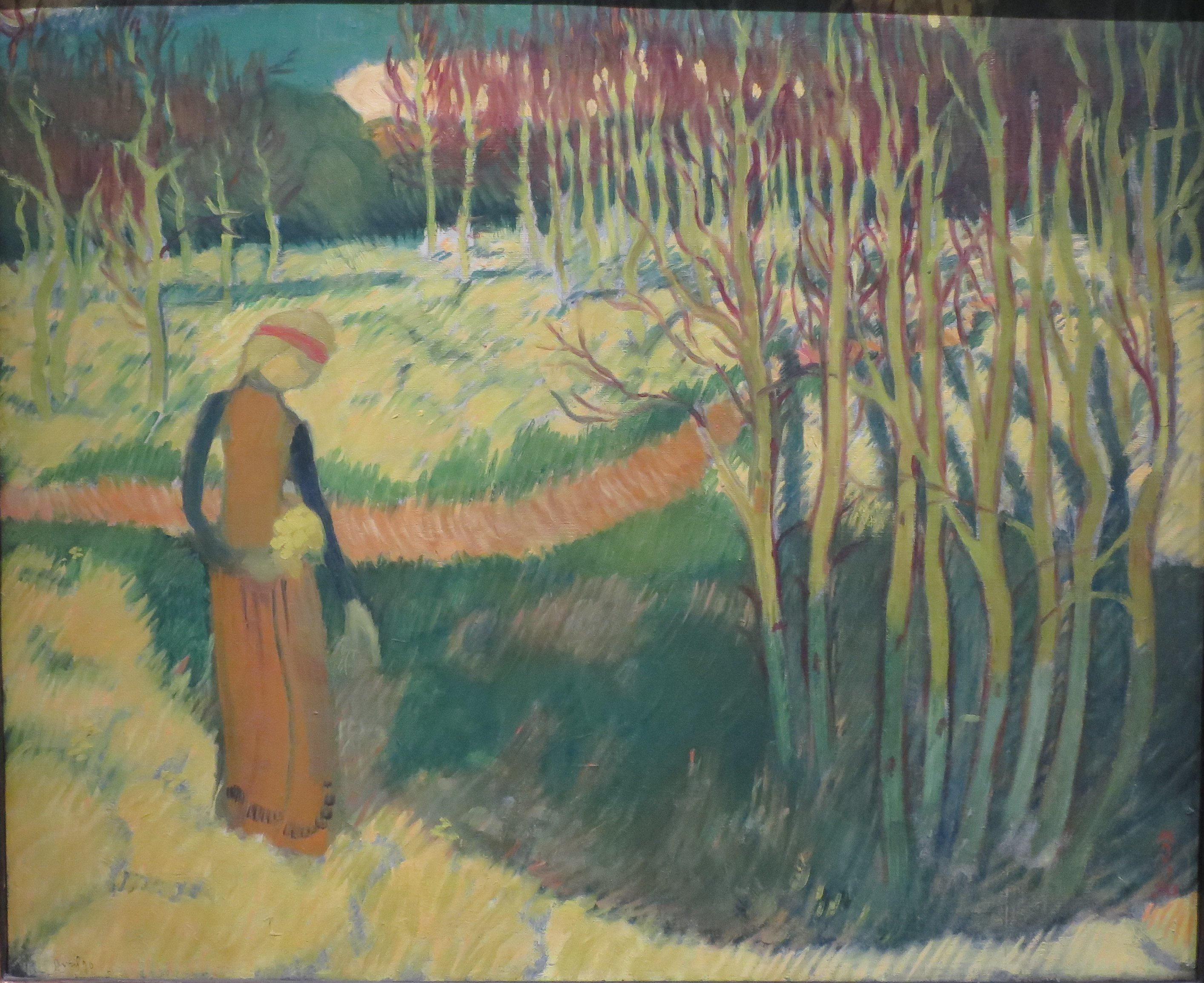
Motif Romanesque (1890), Los Angeles County Museum of Art

En la Académie Julian, sus compañeros de estudios incluyeron a Paul Sérusier y Pierre Bonnard, quienes habían compartido con él ideas sobre la pintura. A través de Bonnard conoció a otros artistas, incluidos Édouard Vuillard, Paul Ranson, Ker-Xavier Roussel y Hermann-Paul. En 1890 formaron un grupo al que llamaron los Nabis, tomado de "Nabi", que en hebreo significa "profeta". Su filosofía se basaba en la filosofía del positivismo y en los escritos de Auguste Compte e Hippolyte Taine. Rechazaban el naturalismo y el materialismo a favor de algo más idealista. Denis lo describió así en 1909: "El arte ya no es una sensación visual que recogemos, como una fotografía, por así decirlo, de la naturaleza. No, es una creación de nuestro espíritu, para la cual la naturaleza es solo la ocasión".
Por su técnica, Denis primero se sintió atraído por el estilo neoimpresionista de Seurat, pero lo rechazó por ser demasiado científico. En 1889, Denis quedó cautivado por una exposición de obras de Gauguin y sus amigos en el Café Volponi, con motivo de la Exposición Universal de París de 1889. Al recordarlo más tarde, Denis escribió: "¡Qué asombro, seguido de qué revelación! En lugar de ventanas que se abren a la naturaleza, como los impresionistas, estas eran superficies sólidamente decorativas, poderosamente coloridas, bordeadas con trazos brutales, divididas". La obra de Gauguin tuvo un efecto inmediato en la obra de Denis. Las formas de colores brillantes de Vache au-dessus du gouffre de Gauguin que se mostraron por primera vez en 1889, aparecieron en una obra de octubre de 1890 de Denis, Taches du soleil sur la terrace, y más tarde en Solitude du Christ (1918).
Los nabis se separaron a fines de la década de 1880, pero sus ideas influyeron en el trabajo posterior de Bonnard y Vuillard, así como de pintores no nabis como Henri Matisse.

### Japonismo

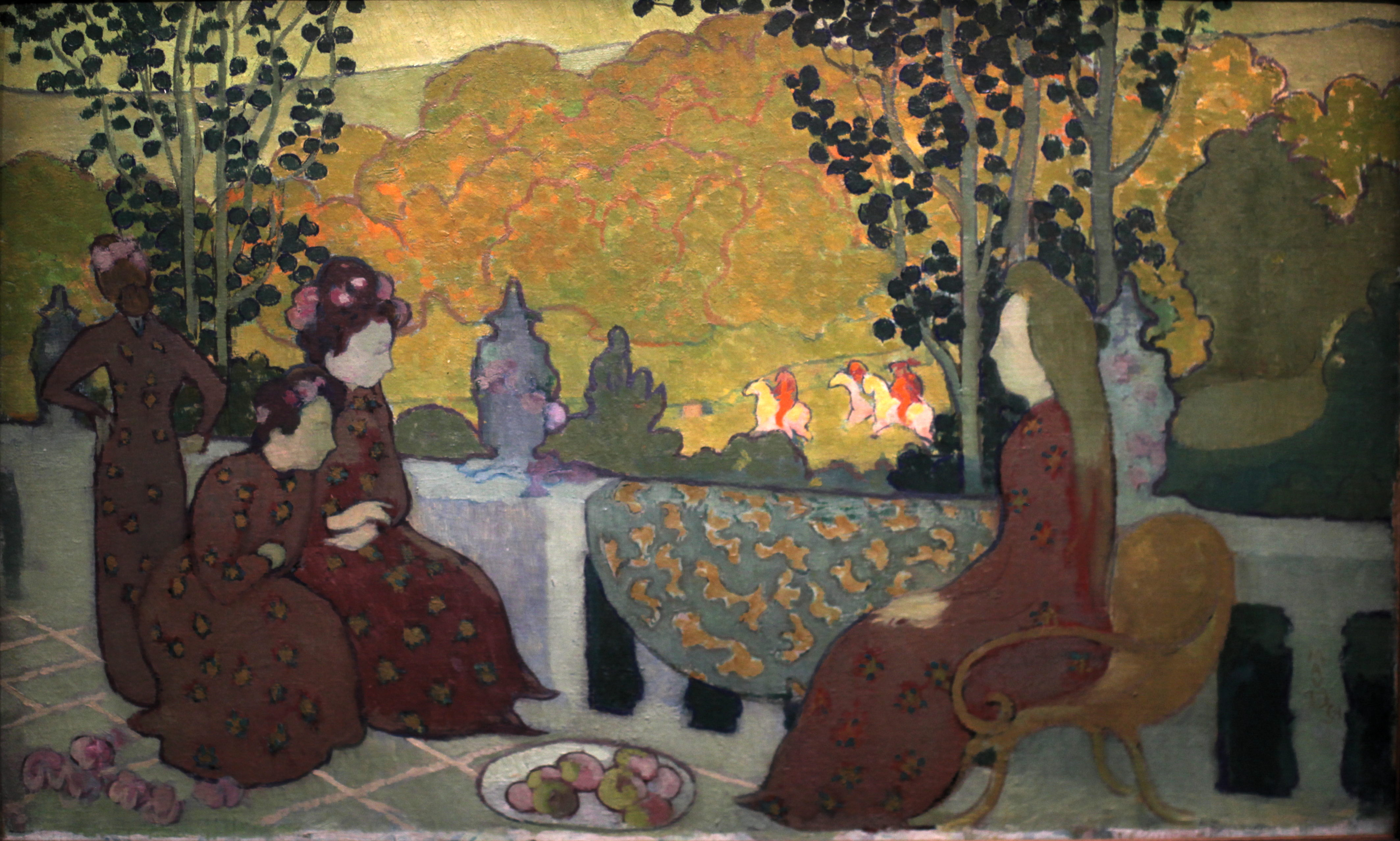
Tarde de septiembre (1891), Musée d'Orsay

Otra influencia en Denis en ese momento fue el arte de Japón. El interés de los artistas franceses por las artes japonesas había comenzado en la década de 1850, luego se renovó con las exposiciones en la Exposición Universal de París (1855) y se revivió nuevamente en 1890 con una importante retrospectiva de grabados japoneses en la École des Beaux-Arts. Incluso antes de 1890, Denis había estado recortando y estudiando las ilustraciones del catálogo Japan Artistique publicado por Siegfried Bing. En noviembre de 1888 le había declarado a su amigo Émile Bernard que quería pasar de "Dar color a (Puvis de Chavannes)" a "hacer una mezcla con Japón". Sus pinturas de estilo japonés presentaban un formato amplio y una composición y decoración muy estilizadas, apareciendo como biombos japoneses.

### "Una superficie plana cubierta de colores ensamblados en un cierto orden"
En agosto de 1890, Denis consolidó sus nuevas ideas y las presentó en un famoso ensayo publicado en la revista Art et Critique. La célebre línea de apertura del ensayo fue: "Recuerden que un cuadro, antes de ser un caballo de batalla, un desnudo femenino o una especie de anécdota, es esencialmente una superficie plana cubierta de colores ensamblados en un orden determinado". Esta idea no era original de Denis; la idea había sido propuesta no mucho antes por Hippolyte Taine en La filosofía del Arte, donde Taine escribió: "Una pintura es una superficie coloreada, en la que los diversos tonos y los diversos grados de luz se colocan con una cierta elección; esa es su intimidad". siendo." Sin embargo, fue la expresión de Denis la que captó la atención de los artistas y se convirtió en parte de los cimientos del arte moderno. Denis fue uno de los primeros artistas en insistir en la planitud del plano pictórico, uno de los grandes puntos de partida del arte moderno. Sin embargo, como explicó Denis, no quiso decir que la forma de la pintura fuera más importante que el tema. Continuó escribiendo: "La profundidad de nuestras emociones proviene de la suficiencia de estas líneas y estos colores para explicarse a sí mismos... todo está contenido en la belleza de la obra". En su ensayo, denominó a este nuevo movimiento "neotradicionalismo", en oposición al "progresismo" de los neoimpresionistas, encabezados por Seurat. Con la publicación de este artículo, Denis se convirtió en el vocero más conocido de la filosofía de los nabis, aunque en realidad ese grupo era muy diverso y tenía muchas opiniones diferentes sobre el arte.
El siguiente gran acontecimiento en la vida de Denis fue su encuentro con Marthe Meurier en octubre de 1890. Desde junio de 1891 mantuvieron un largo romance, meticulosamente documentado en su diario, y se casaron el 12 de junio de 1893. Ella se convirtió en una parte importante de su arte. , apareciendo en muchos cuadros y también en obras decorativas, como abanicos pintados, a menudo como una figura idealizada que representa la pureza y el amor.

### Simbolismo

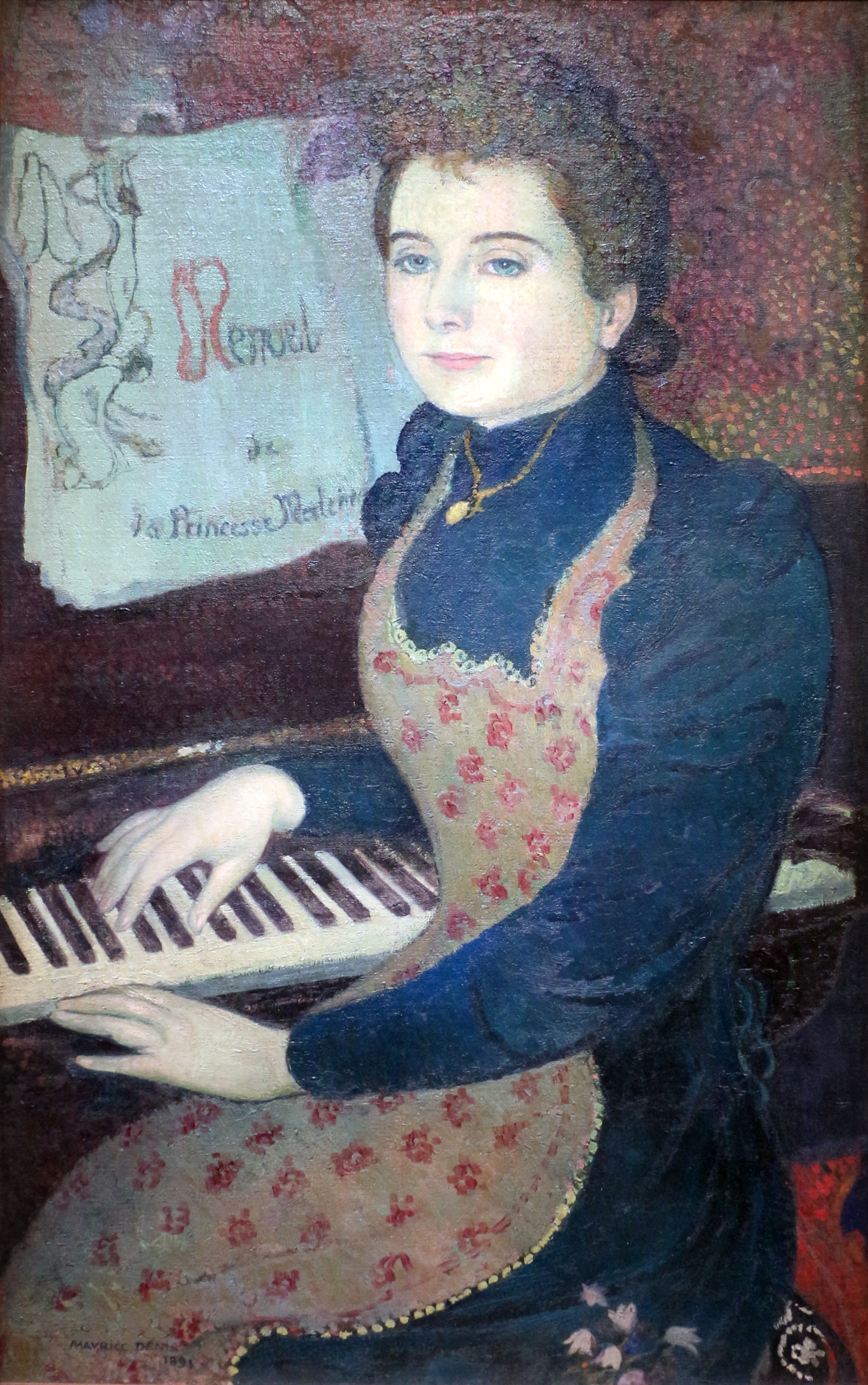
Marta al piano  (1891)
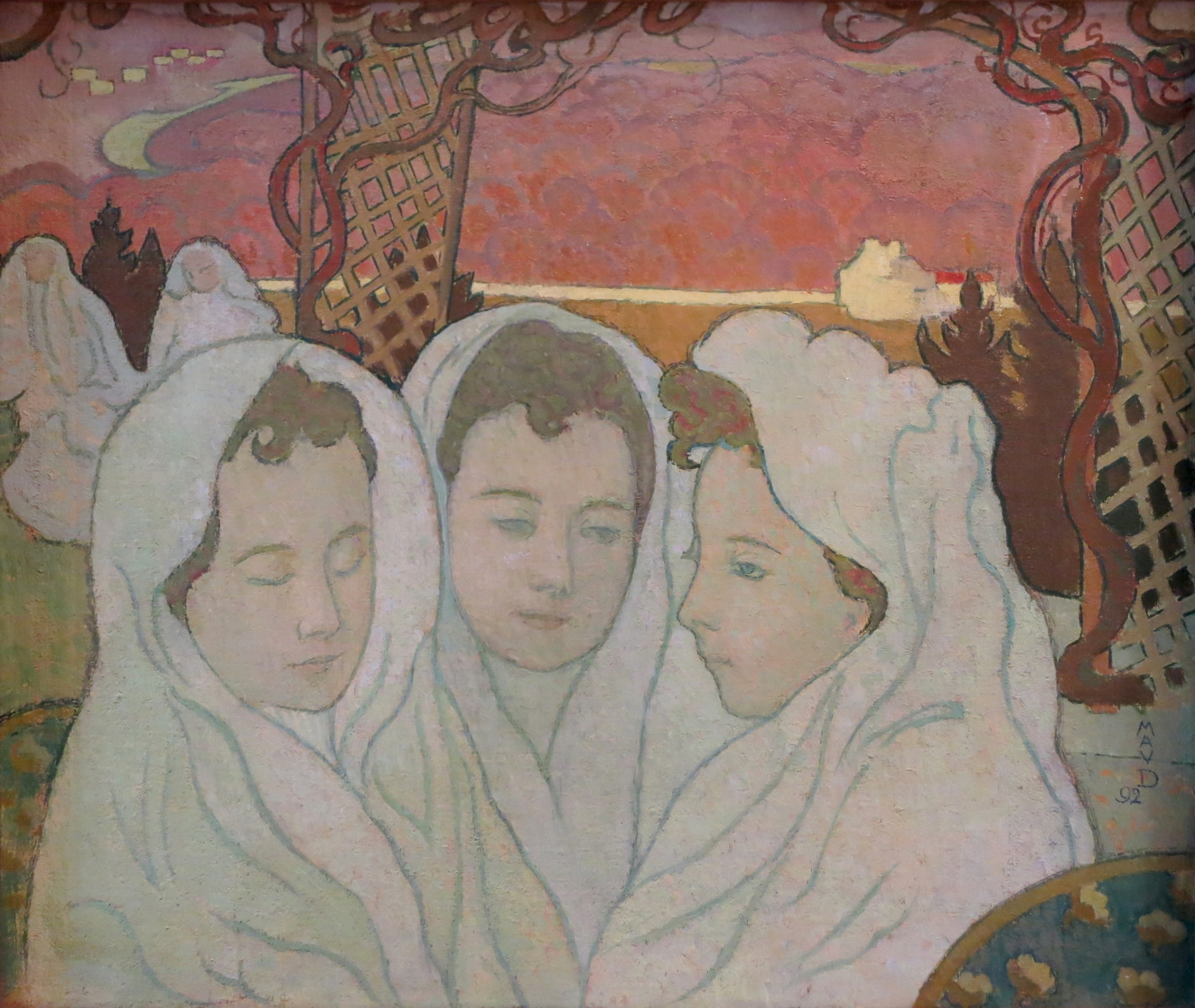
Triple retrato de Marthe (1892)
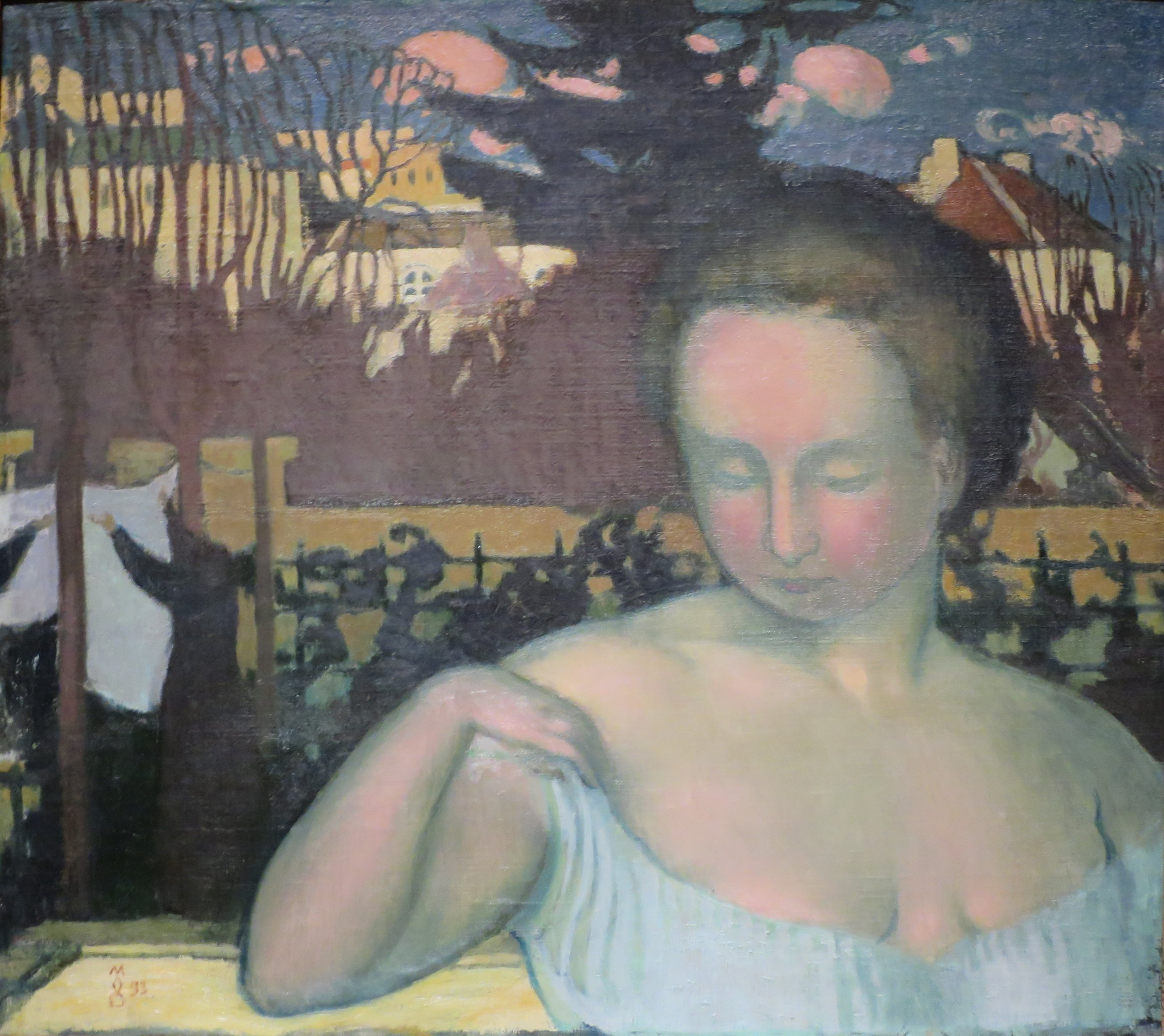
Retrato de Marthe, (1893)
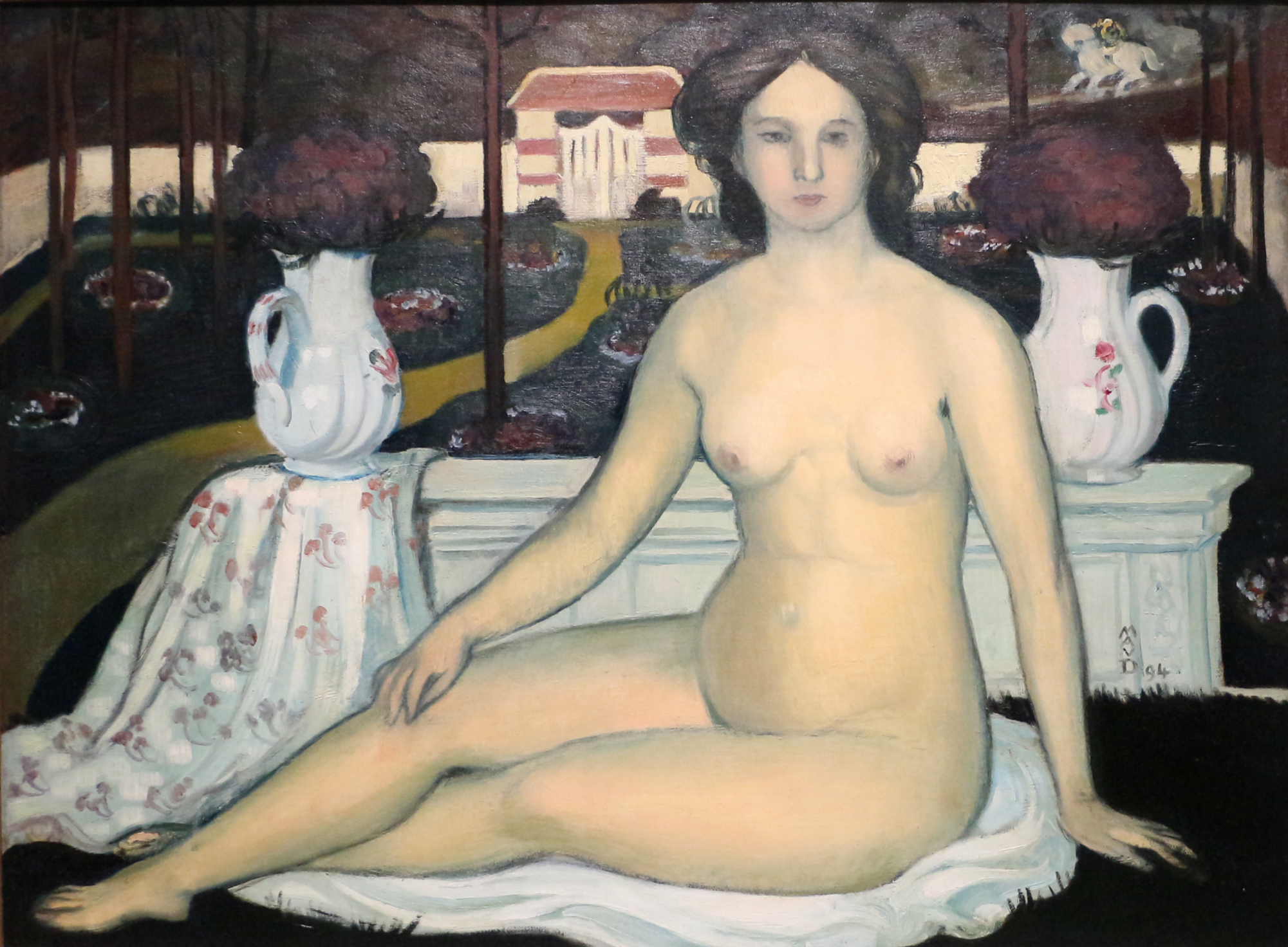
Desnudo con ramo de violetas (1894)

A principios de la década de 1890, Denis había llegado a la filosofía artística que guio la mayor parte de su trabajo posterior y que cambió muy poco; que la esencia del arte era expresar el amor y la fe, que para él eran cosas similares. El 24 de marzo de 1895 escribió en su diario: “El arte sigue siendo un refugio seguro, la esperanza de una razón en la vida de ahora en adelante, y el pensamiento consolador de que la poca belleza se manifiesta en nuestras vidas, y que continuamos la obra de la Creación. ....Por eso la obra de arte tiene mérito, inscrito en la maravillosa belleza de las flores, de la luz, en la proporción de los árboles y forma de las olas, y en la perfección de los rostros, para inscribir nuestra pobre y lamentable vida de sufrimiento, de esperanza y de pensamiento”.
El mundo del arte estaba en transición a principios de la década de 1890, con la muerte de Van Gogh en 1890 y de Seurat en 1891, y la primera partida de Gauguin a Tahití. El Estado francés fue cediendo gradualmente su dominio del arte a través de los salones anuales que organizaba. Se había formado un Salón independiente en 1884 y en 1890 el Salón oficial se dividió en dos partes, con la formación de la Société national des Beaux-Arts, con su propia muestra anual. Denis mostró sus obras en ambos salones, así como en el salón La Libre Esthétique de Bruselas, uno de los principales escaparates europeos del arte de vanguardia. El movimiento literario llamado simbolismo fue lanzado por Jean Moréas en un artículo en Le Figaro en 1891. En marzo de 1891, el crítico George-Albert Dourer escribió un artículo para el Mercure-de-France llamando a Denis el principal ejemplo de "simbolismo en la pintura". La obra de Denis atrajo la atención de críticos y mecenas importantes, sobre todo de Arthur Huc, propietario del destacado periódico La Dépêche de Toulouse, que organizó sus propios salones de arte y compró varias obras de Denis.
Denis experimentó con otras formas de arte y con el arte decorativo. A partir de 1889, para ilustrar una edición del libro de poemas Sagesse de Paul Verlaine, Denis talló una serie de siete grabados en madera muy estilizados, destilando la esencia de su trabajo. Su patrón Huc encargó dos grandes paneles decorativos, en forma de tapices, para su oficina de Toulouse. Denis, como otros artistas de la época, también diseñó coloridos carteles litográficos con las curvas arabescas del Art Nouveau.
A partir de 1891, poco después de su compromiso, Denis hizo de Marthe el tema más frecuente de sus pinturas: la representaba, en forma purificada e idealizada, haciendo las tareas del hogar, durmiendo la siesta y sentada a la mesa del comedor. Apareció en sus paisajes y en sus obras más ambiciosas de la época, La serie llamada Las Musas, que comenzó en 1893 y mostró en el Salón de los Independientes en 1893. Vendió el primer cuadro a su amigo Arthur Fontaine. En 1899 el estado francés adquirió una de las pinturas, su primer reconocimiento oficial.
Su esposa tocaba el piano y, a lo largo de la década de 1890, Denis tuvo un interés creciente en las conexiones entre la música y el arte. Pintó un retrato de ella al piano en 1890. Diseñó una litografía fluida, con Marthe, para la portada de la partitura de La Damoiselle élue de Claude Debussy, así como otra litografía para el poema Pelléas et Mélisande de Maurice Maeterlinck, que Debussy transformó en ópera; y en 1894 pintó La Petit Air, basada en el poema Princesse Maleine de Stéphane Mallarmé, el más destacado exponente literario del simbolismo. En 1893 realizó un proyecto de colaboración con el escritor André Gide, en el que combinó arte y literatura; proporcionó una serie de treinta litografías para acompañar un largo ensayo de Gide, llamado Le Voyage d'Urien. Las litografías no ilustraban el texto, pero abordaban los mismos temas desde el punto de vista de un artista.
Otro tema que abordó en este período fue la relación entre el amor sagrado y el amor profano. El cuadro tenía tres figuras femeninas, dos desnudas y una vestida, siguiendo el modelo de Le Concert Champêtre y El amor sagrado y el amor profano de Tiziano y Déjeuner sur l'herbe de Manet. El escenario es su propio jardín, con el viaducto de Saint-Germain-en-Laye al fondo. Las figuras desnudas representaban el amor sagrado, y la figura vestida el amor profano. Hizo otra pintura, esta vez de Marthe desnuda en el jardín, representando tanto el amor sagrado como el profano en una sola figura.

### Art Nouveau y artes decorativas

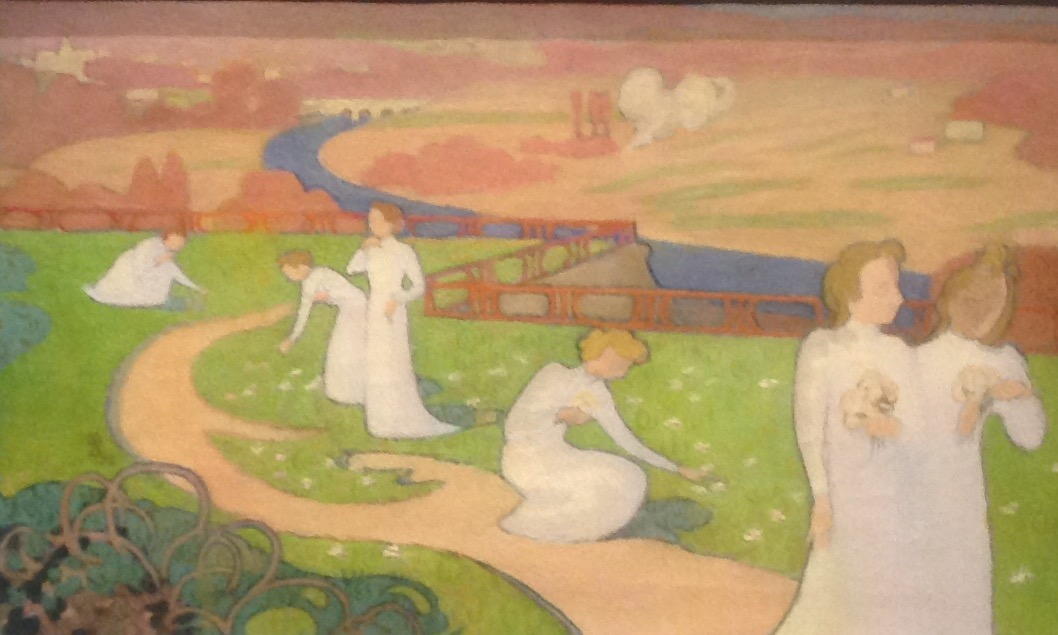
Abril o El camino de la vida, uno de los cuatro paneles para el dormitorio de una niña (1892)
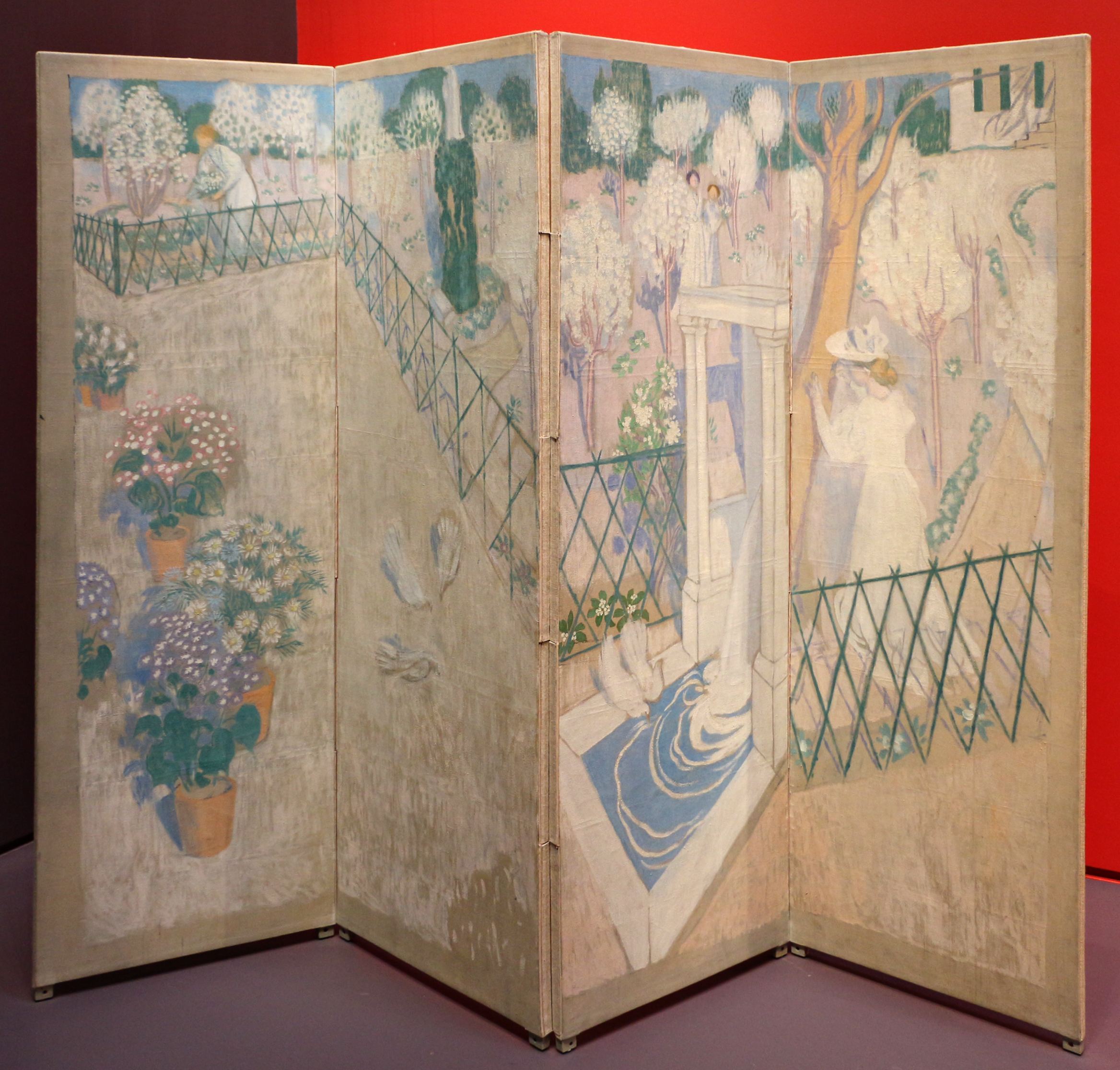
Biombo pintado con palomas (1896), Musée d'Orsay
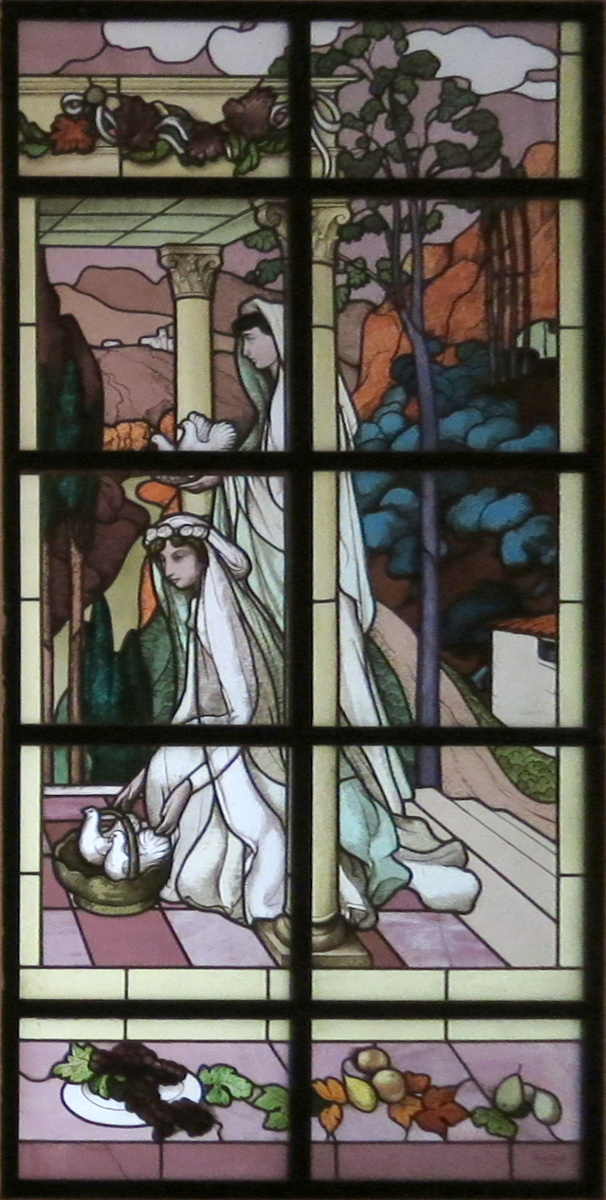
Vitral para residencia privada (1896)
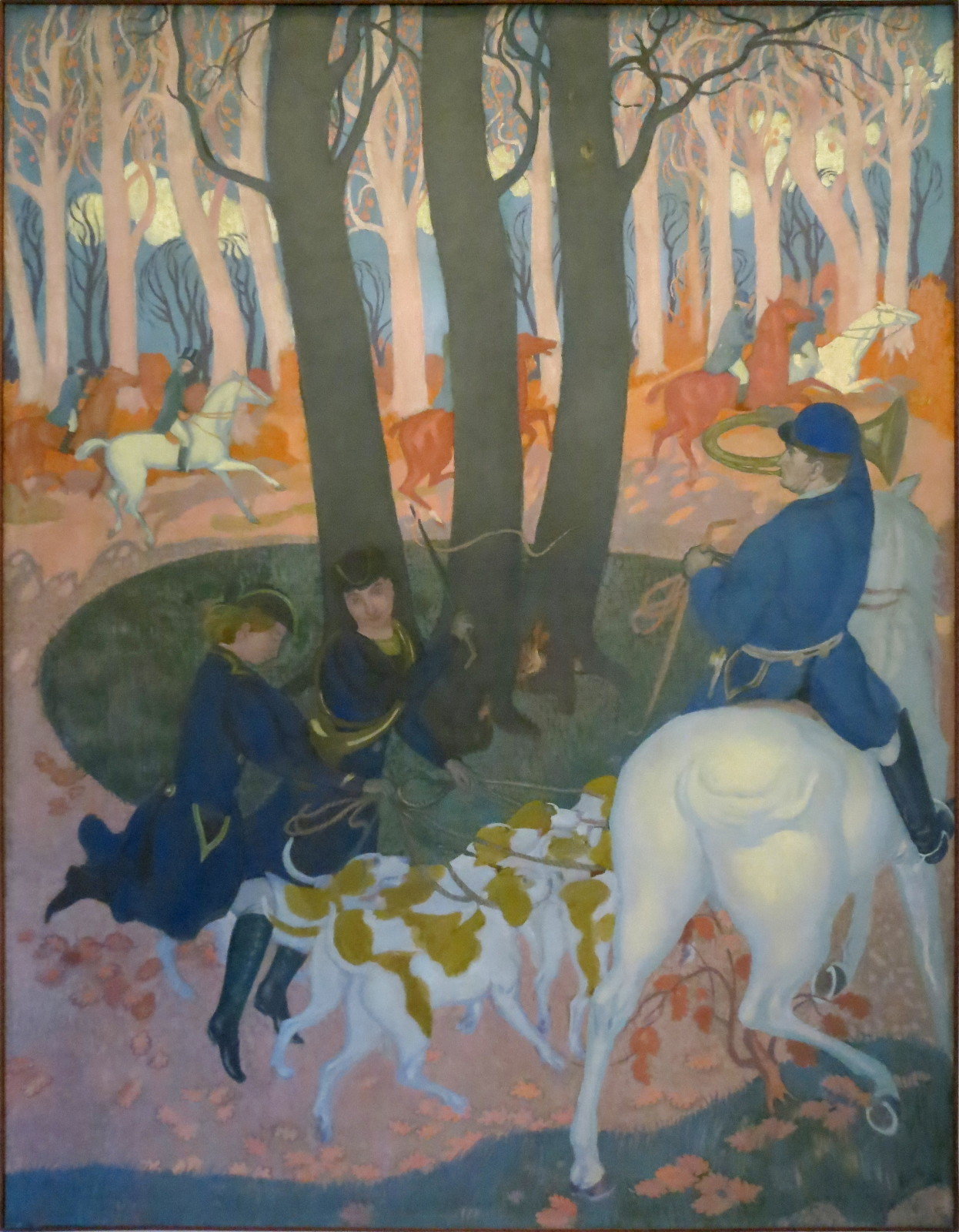
Segundo panel de La leyenda de Sn Hubert (1895-97)
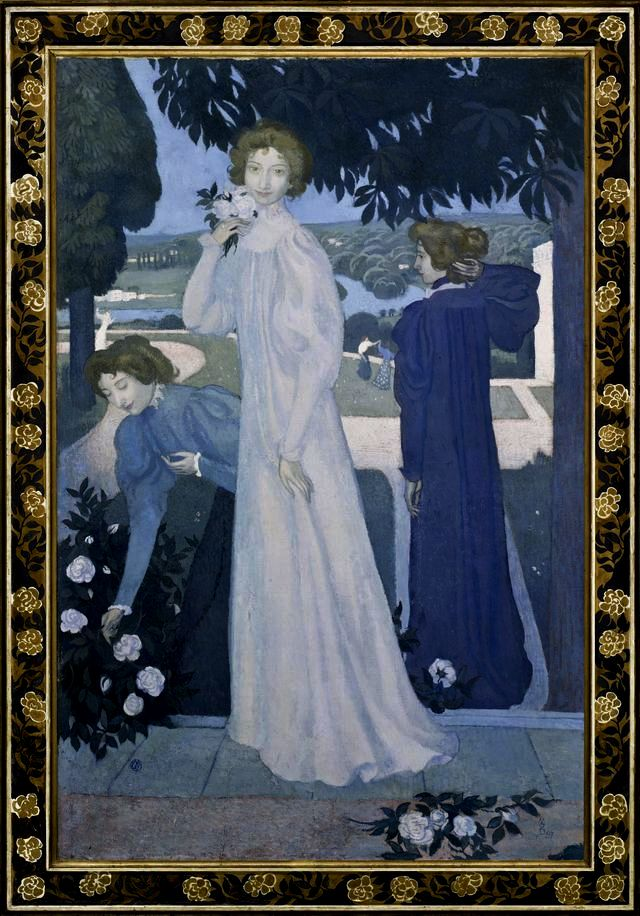
Retrato de Yvonne Lerolle en Tres aspectos (1897)

A mediados de la década de 1890, con la aparición del estilo Art Nouveau en Bruselas y París, Denis comenzó a prestar mayor atención a las artes decorativas, aunque sus temas de familia y espiritualidad siguieron siendo los mismos. Muchos de sus nuevos proyectos fueron encargados por Samuel Bing, el marchante de arte cuya galería dio su nombre al Art Nouveau. Sus nuevos proyectos incluyeron diseños de papeles pintados, vidrieras, tapices, pantallas de lámparas, biombos y abanicos. Pero aunque trabajó dentro del período de tiempo y utilizó los materiales del Art Nouveau, sus temas y estilo siguieron siendo claramente suyos.
Su obra decorativa más importante fue una serie de paneles pintados para la oficina del barón Cochin, llamados juntos La leyenda de San Hubert, pintados entre 1895 y 1897. Se basó libremente en la Capilla de los Medici en Florencia y en las obras de Nicolas Poussin, Delacroix y Pierre Puvis de Chavannes. Cochin y su familia aparecen en un panel. Los paneles celebraban la familia y la fe. El Arzobispo de París celebró una misa en la oficina, cuando el gobierno francés nacionalizó su residencia y otras propiedades de la iglesia en 1907.
Produjo una pequeña cantidad de retratos, incluido un retrato inusual de Yvonne Lerolle (1897) que la mostraba en tres poses diferentes en la misma imagen.

### Neoclasicismo

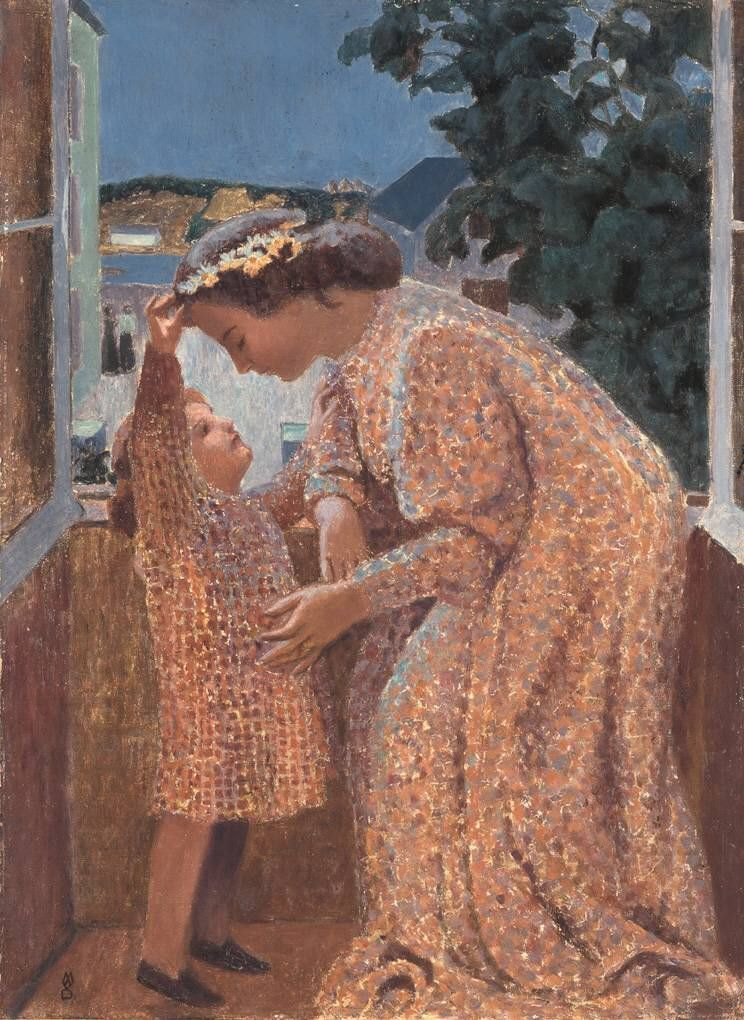
Maurice Denis - Die Krone - 1901 Bavarian State Painting Collections

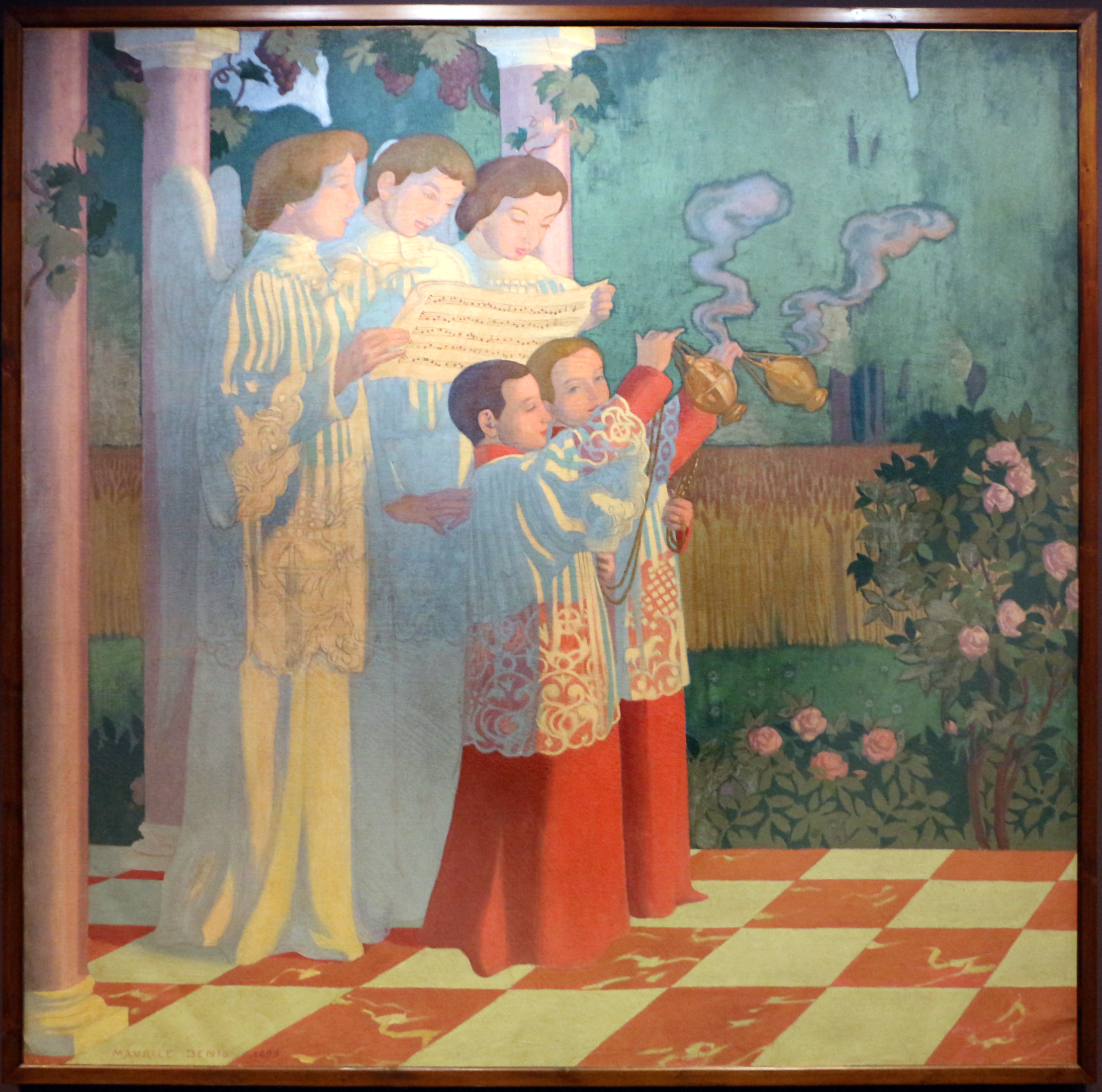
Decoración de la Capilla de Sainte-Croix du Vésinet (1899)
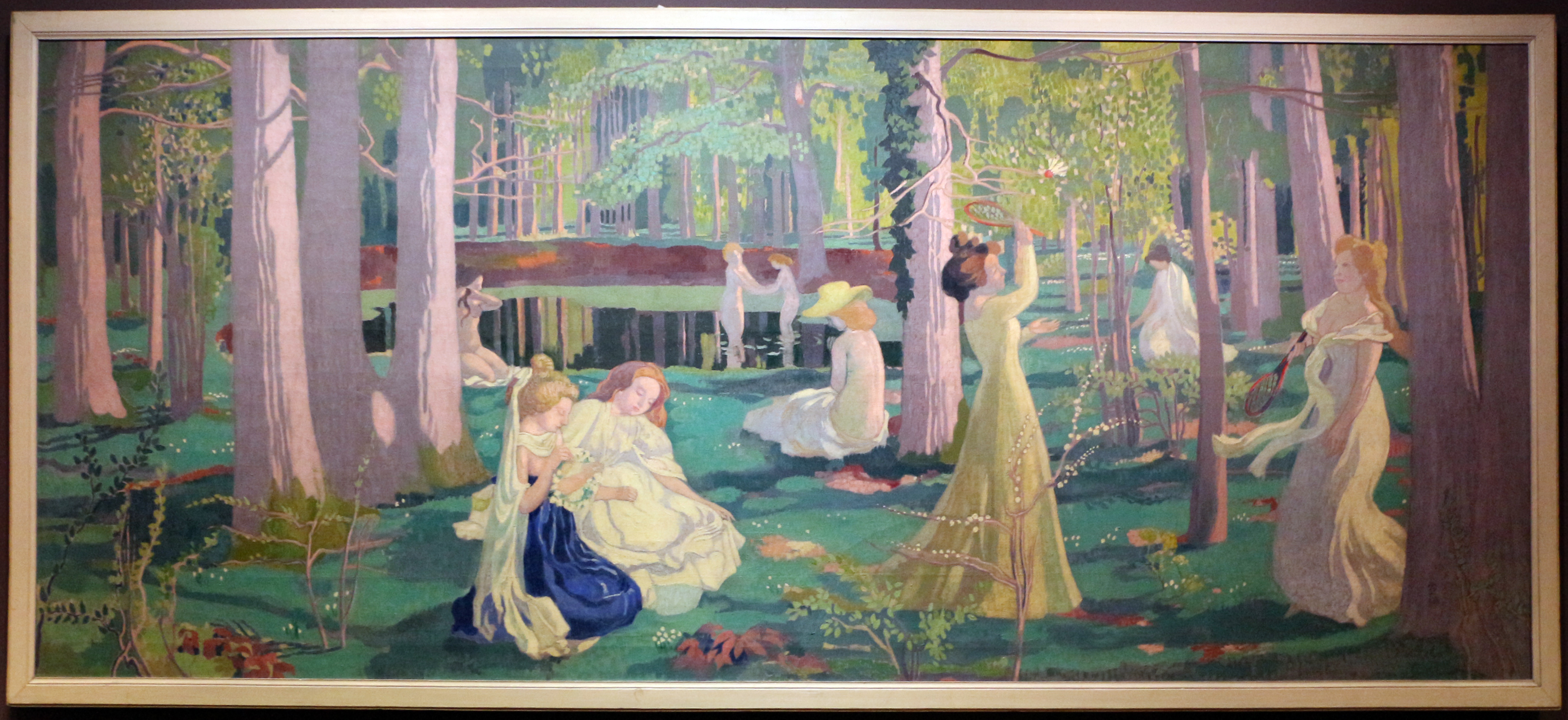
Gioco del volano, Juego de raqueta sobre un césped (1900)
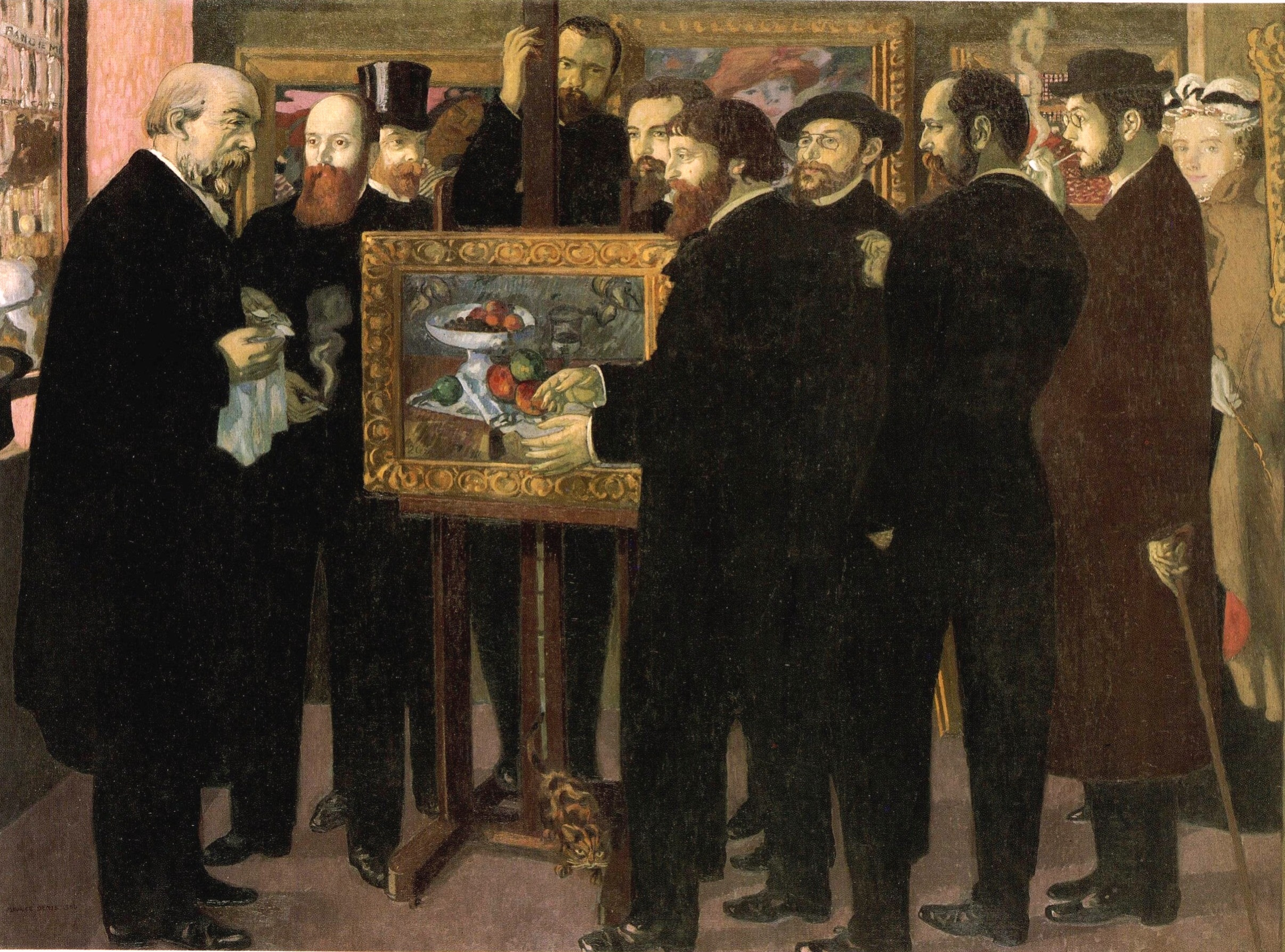
Homage to Cézanne (1900)

En enero de 1898 Denis hizo su primera visita a Roma, donde las obras de Rafael y Miguel Ángel en el Vaticano le causaron una fuerte impresión. Escribió un largo ensayo, Les Arts a Rome, declarando: "la estética clásica nos ofrece al mismo tiempo un método de pensar y un método de querer ser, una moral y al mismo tiempo una psicología... La tradición clásica en su conjunto, por la lógica del esfuerzo y la grandeza de los resultados, es de algún modo paralela a la tradición religiosa de la humanidad.” En el mismo año, las dos figuras cimeras del simbolismo en el arte, Gustave Moreau y Puvis de Chavannes, murieron. A su regreso a París, Denis reorientó su arte hacia el neoclasicismo, con líneas y figuras más claras. Anotó en su diario en marzo de 1898: "Pienso en pinturas tardías donde Cristo es la figura central... Recuerdo los grandes mosaicos de Roma. Reconcilio el empleo de medios decorativos a gran escala y las emociones directas de la naturaleza".
Denis fue un gran admirador de Paul Cézanne; viajó a la casa de Cézanne en 1896 y escribió un artículo en el que informaba del comentario de Cézanne: "Quiero hacer del impresionismo algo sólido y duradero, como el arte de los museos". En el artículo, Denis describió a Cézanne como "el Poussin del impresionismo" y lo llamó el fundador del neoclasicismo moderno. Una de las obras más importantes de Denis de este período es Homenaje a Cézanne (1900), pintada tras la muerte de su amigo Paul Cézanne. En primer plano, retrata a los amigos de Cézanne, varios de ellos ex nabis; de izquierda a derecha (Odilon Redon, Édouard Vuillard, el crítico André Mellerio, Ambroise Vollard, el propio Denis, Paul Sérusier, Paul Ranson, Ker-Xavier Roussel, Pierre Bonnard y la mujer de Denis, Marthe). El cuadro aparece muy sombrío porque todos están vestidos de negro, pero también tiene un segundo mensaje; las pinturas expuestas detrás de las figuras y en el caballete representan la transición del arte moderno, de las obras de Gauguin y Renoir en la pared del fondo a la pintura de Cézanne en el caballete, que ilustra, desde el punto de vista de Denis, la transición del impresionismo y el simbolismo hacia el neoclasicismo.
Denis se vio afectado por las turbulencias políticas de la época, como el caso Dreyfus (1894-1906) que dividió la sociedad francesa y el mundo del arte con Émile Zola y André Gide por un lado, defendiendo a Dreyfus, y Rodin, Renoir y Denis por el otro. Denis estuvo en Roma durante la mayor parte de los eventos, y eso no afectó su amistad con Gide. Más significativo para él fue el movimiento del gobierno francés para reducir el poder de la iglesia y la decisión del gobierno de separar oficialmente la iglesia y el estado en 1905. Denis se unió a la Acción Francesa nacionalista y pro-católica en 1904, y permaneció como miembro hasta 1927, cuando el grupo se había movido hacia la extrema derecha y fue condenado formalmente por el Vaticano.

### Neoclasicismo versus fauvismo: lmágenes de playa

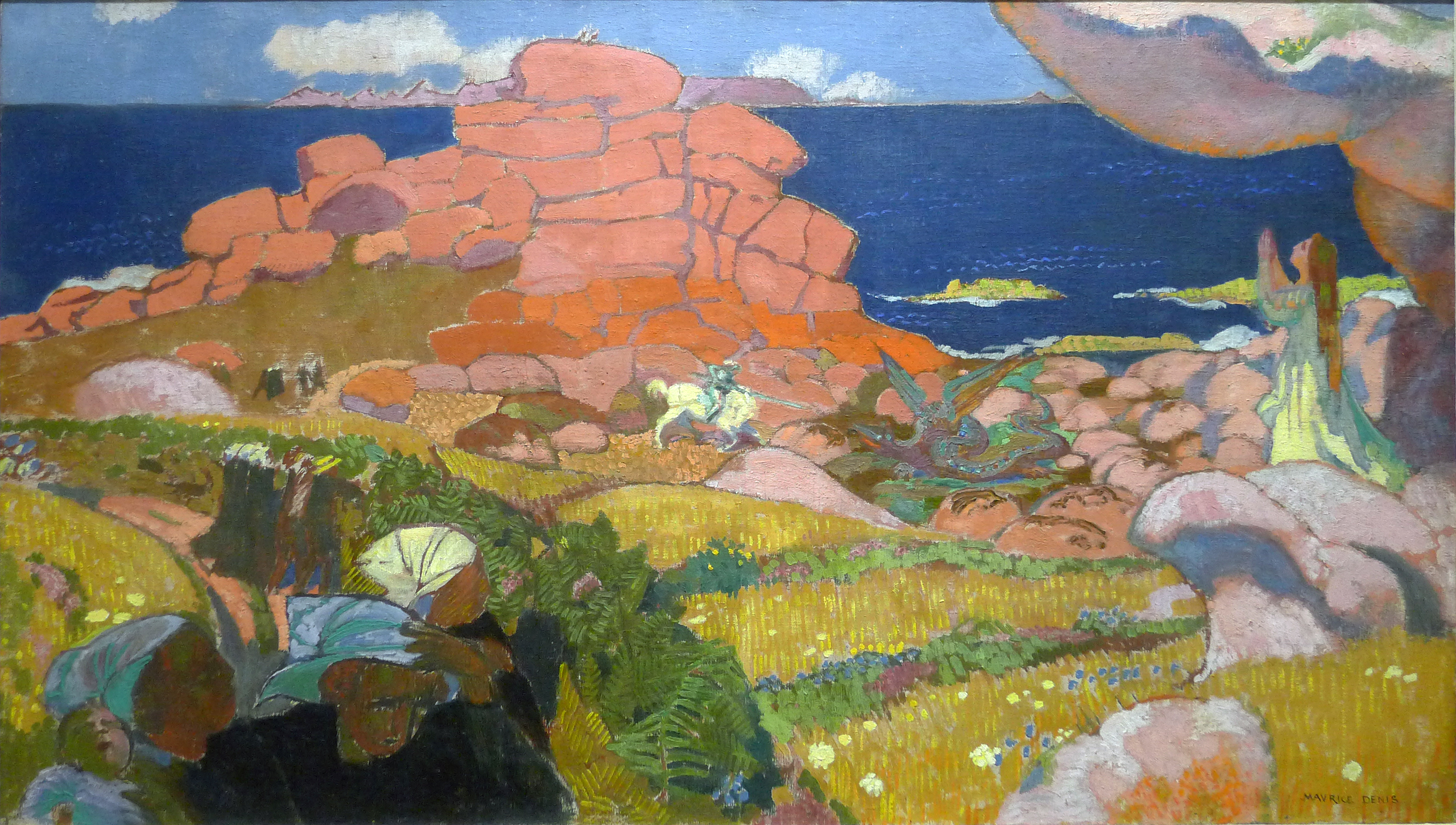
Angers musee Maurice Denis St Georges rochers rouges 1910

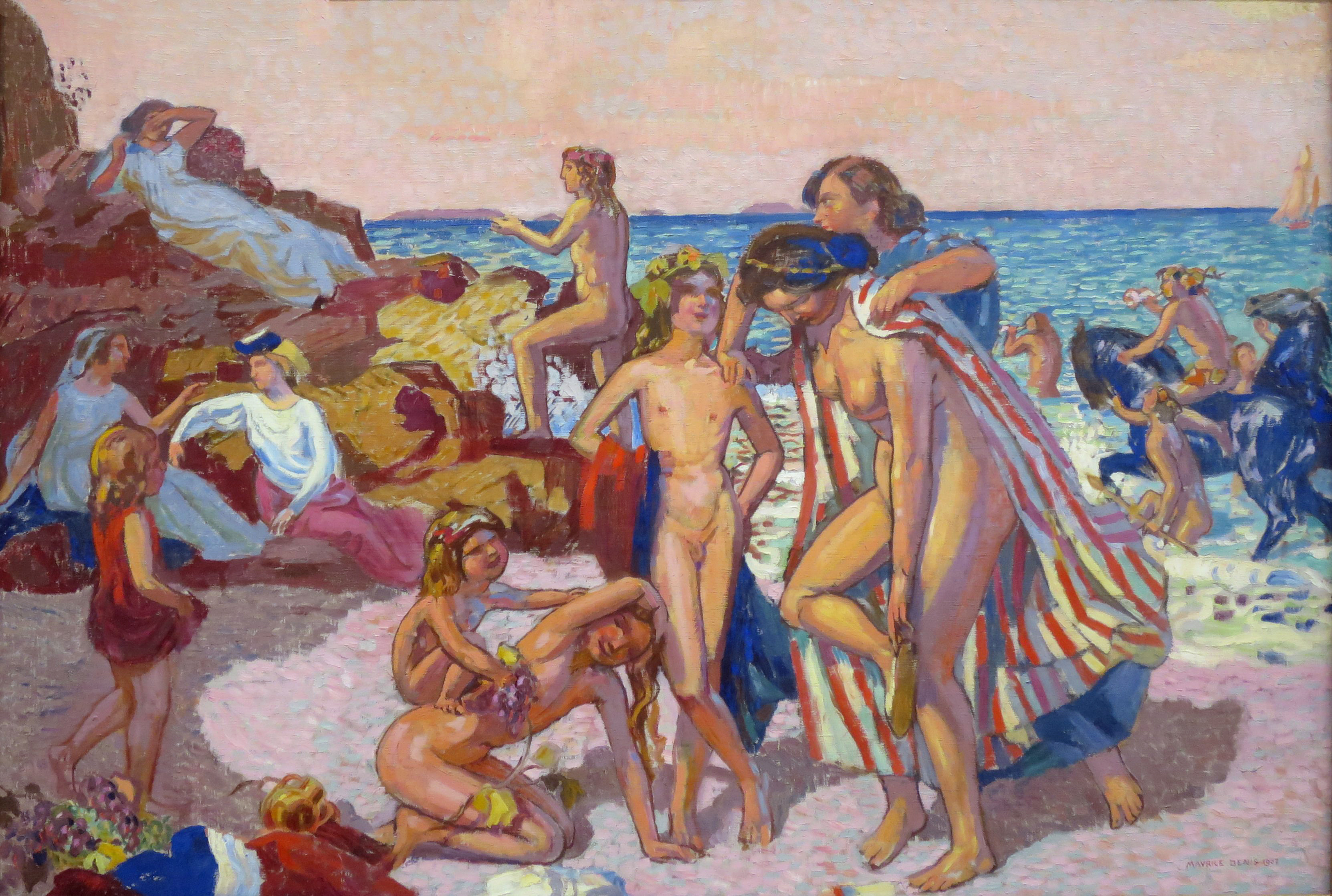
Baco y Ariadna (1907), the Hermitage
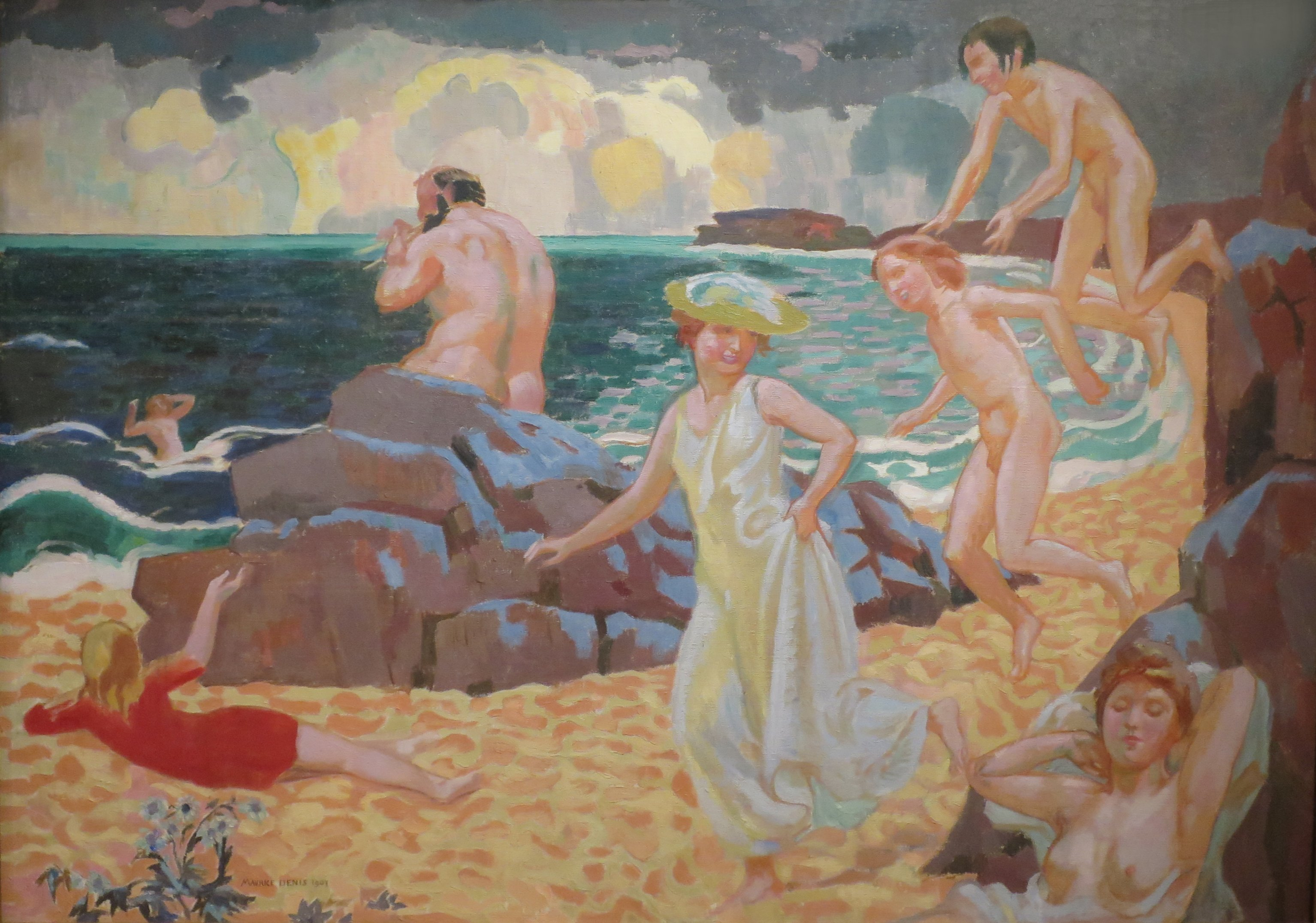
Polyphemus (1907), Pushkin Museum, Moscow
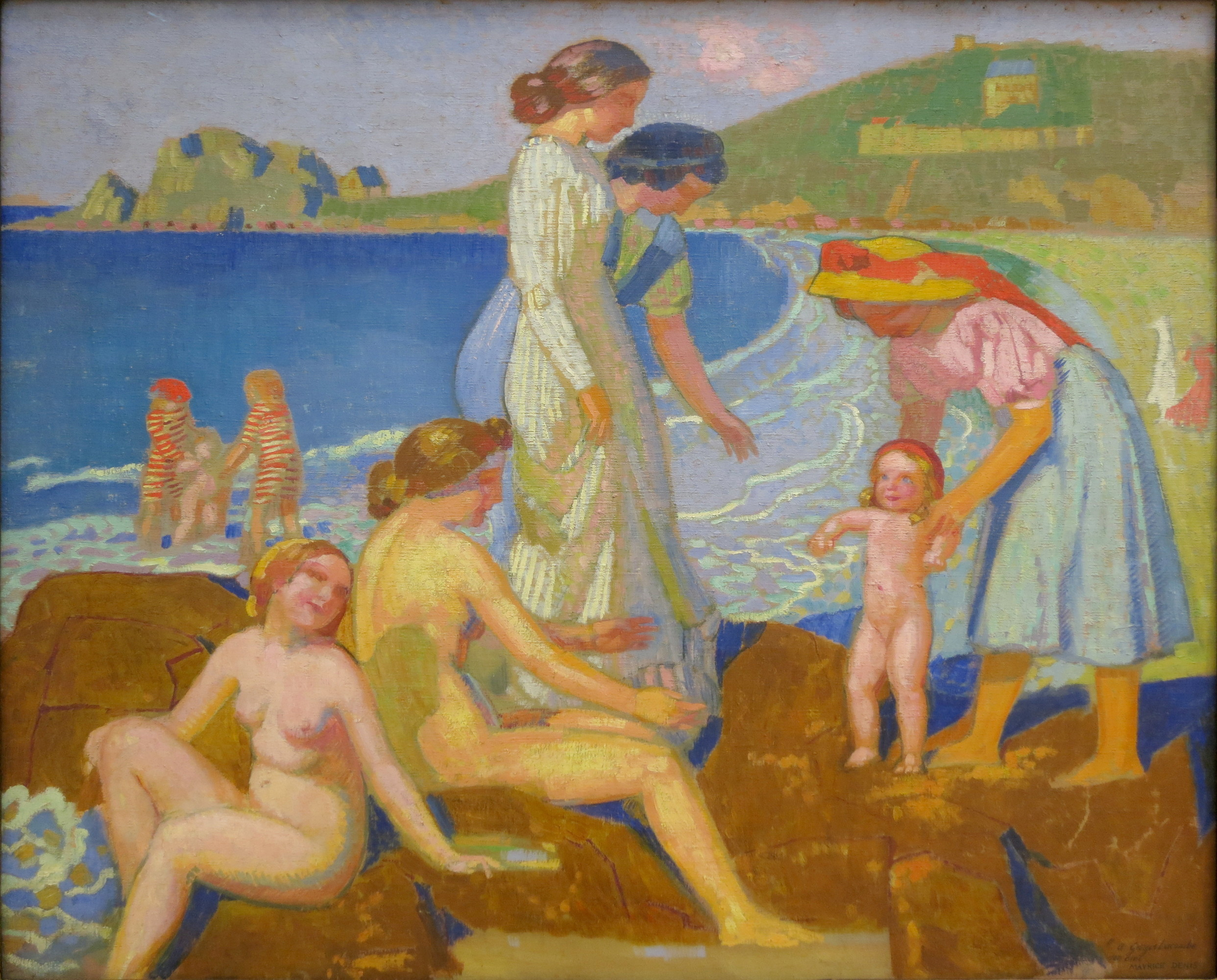
Bañistas en Perros Guirec (1912)
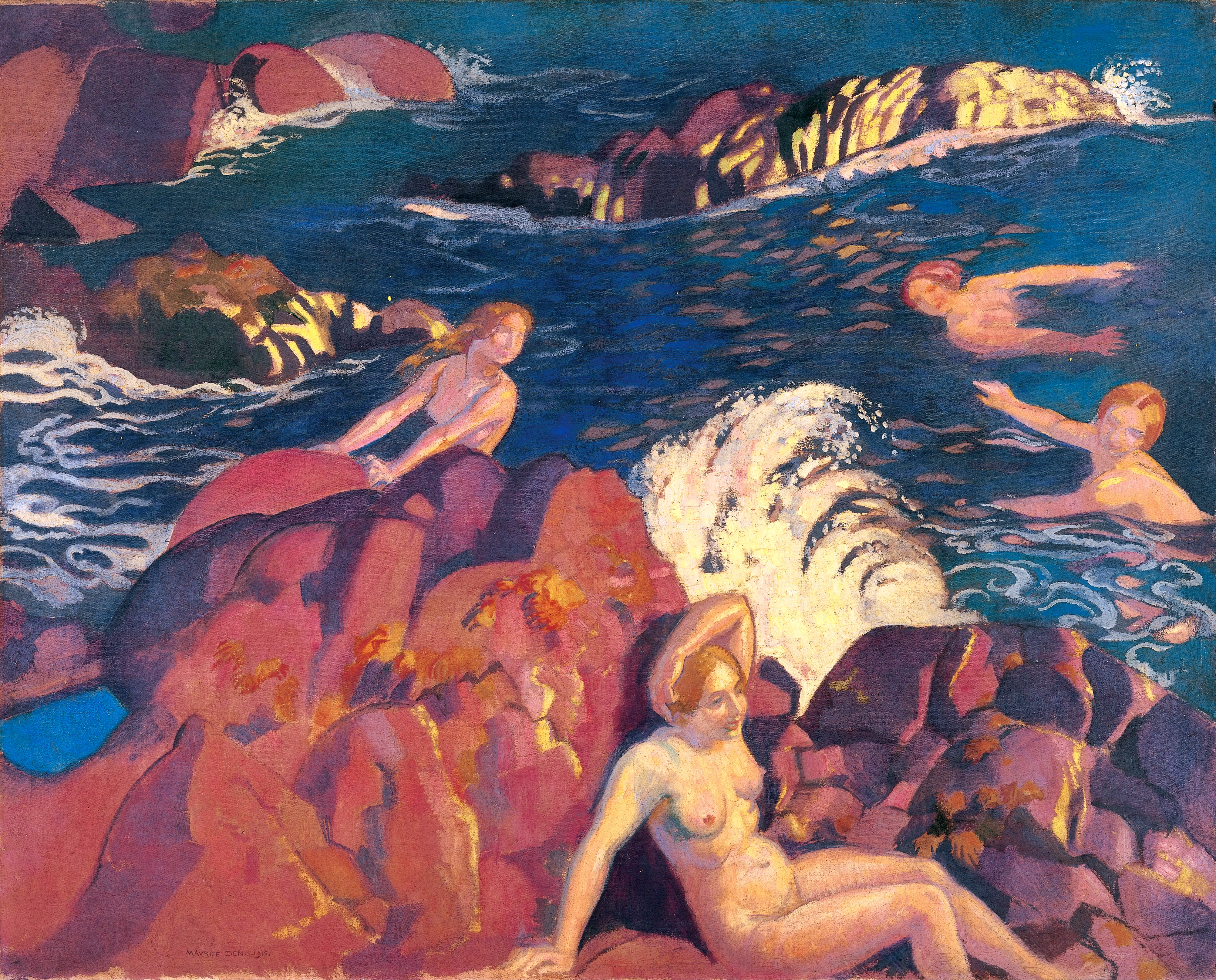
Ola (1916)

Hasta alrededor de 1906 Denis fue considerado en la vanguardia de los artistas de París, pero en ese año Henri Matisse presentó La Joie de Vivre con los colores brillantes y chocantes del fauvismo. En respuesta, Denis se volvió cada vez más hacia la mitología y lo que denominó "humanismo cristiano". En 1898, había comprado una pequeña villa en la playa de Perros-Guirec en Bretaña, que entonces era un pueblo de pescadores remoto y poco poblado. En 1907, utilizó la playa como escenario para el neoclásico Baco y Ariadna, iluminando sus colores y mostrando a una familia feliz retozando desnuda en la playa. Siguió con una serie de cuadros de desnudos en la playa o en ambientes bucólicos, basados en temas mitológicos.

### Diseño e ilustración de libros

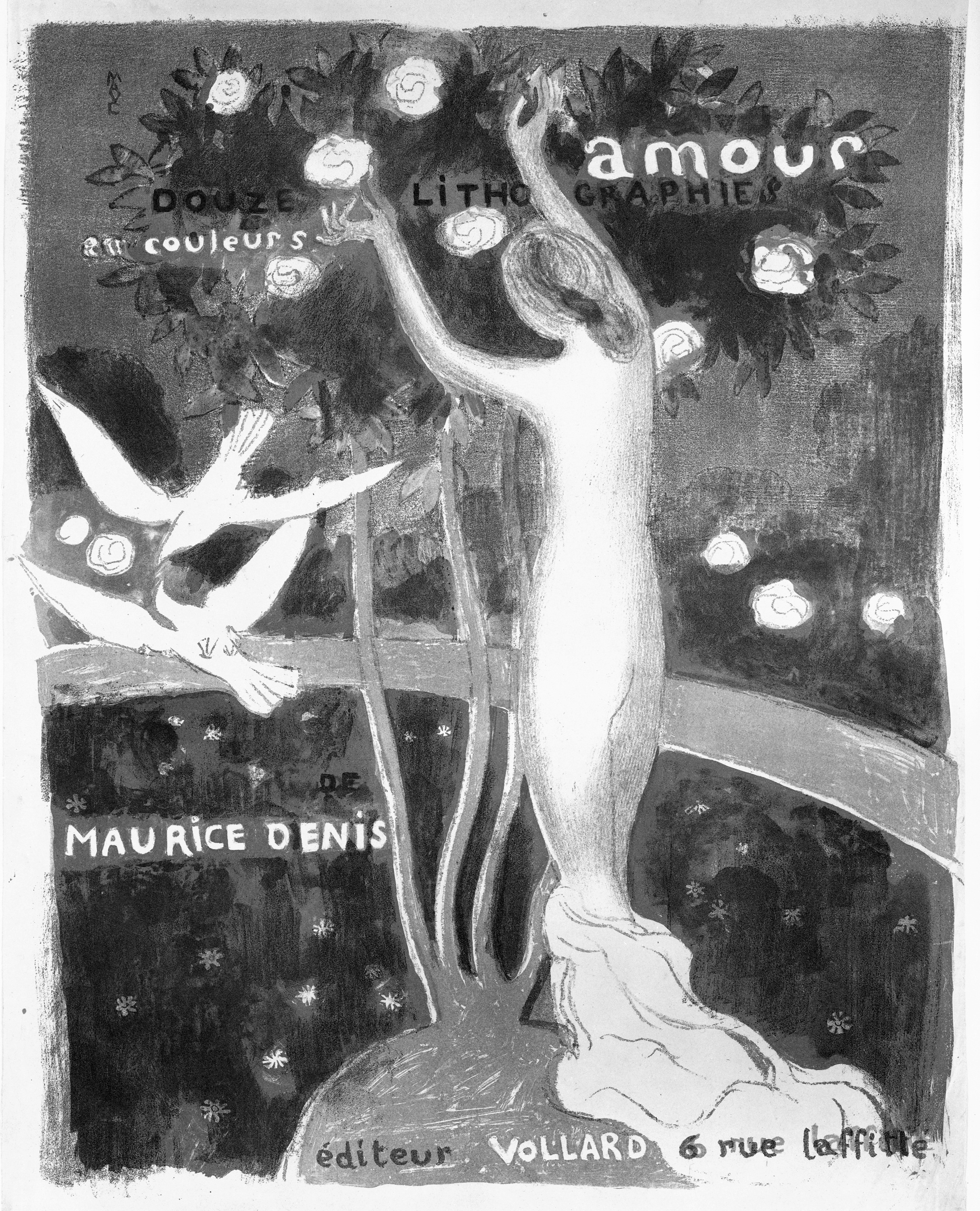
Serie Amour (1899)
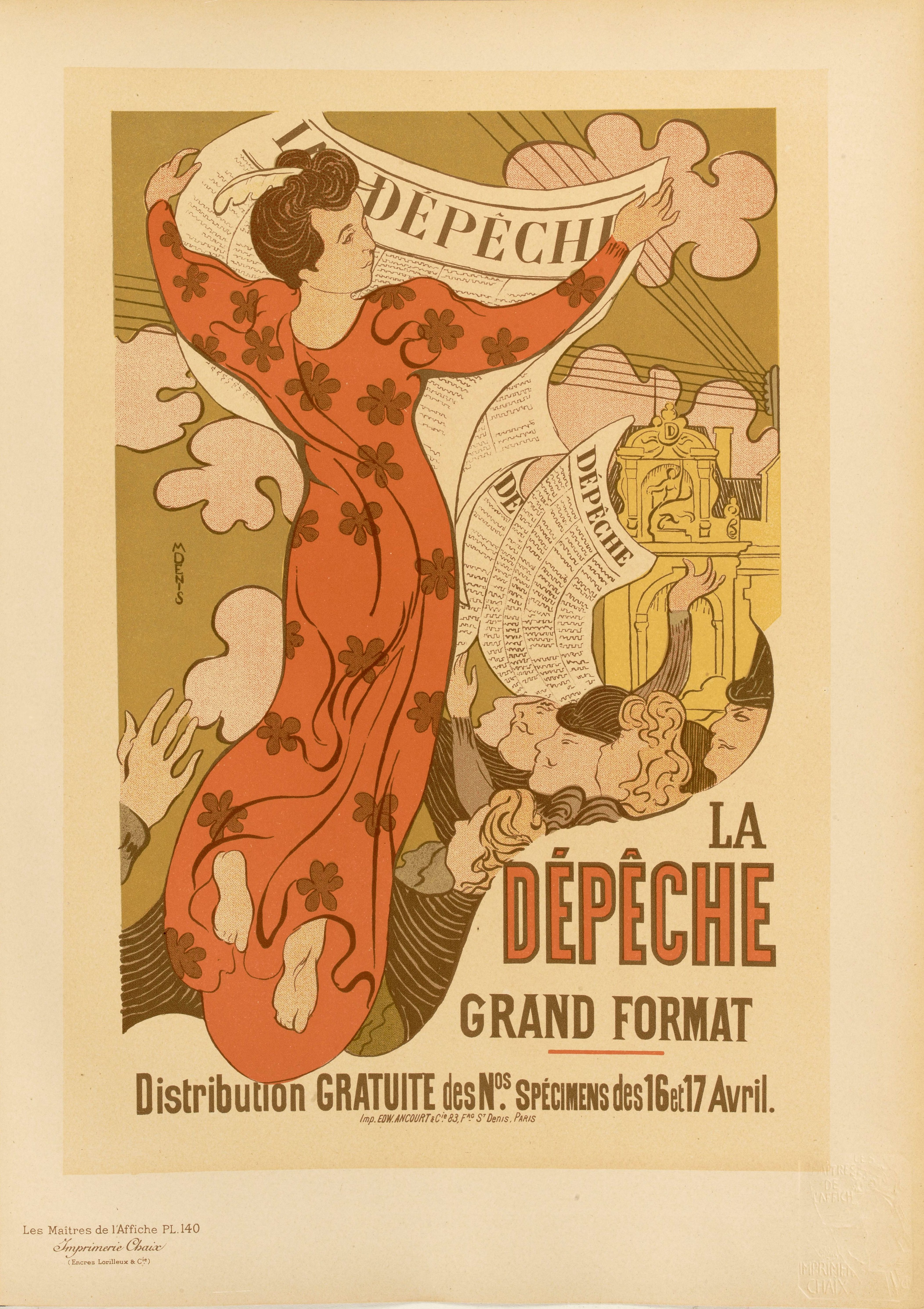
Les Maîtres de l'Affiche

De 1899 a 1911, Denis también estuvo ocupado con las artes gráficas. Para la Editorial Vollard realizó un conjunto de doce litografías en color tituladas Amour, que fue un éxito artístico pero no comercial. Luego volvió a hacer grabados en madera, haciendo una serie en blanco y negro L'Imitation de Jesus-Christ, en colaboración con el grabador Tony Beltrand, que publicó en 1903, luego ilustraciones para Sagesse del poeta Paul Verlaine, publicadas en 1911. En 1911 comenzó a trabajar en las ilustraciones para Fiorette de San Francisco de Asís. Para este proyecto viajó solo en bicicleta por Umbría y Toscana, realizando dibujos. El resultado final, publicado en 1913, estaba lleno de ricas y coloridas ilustraciones florales. También realizó diseños e ilustraciones de libros muy decorativos para Vita Nova de Dante (1907) y veinticuatro ilustraciones para Eloa de Alfred de Vigny (1917). La última obra, realizada a mediados de la Primera Guerra Mundial, era más sombría que su obra anterior, en gran parte coloreada en azules pálidos y grises.

### Decoración arquitectónica

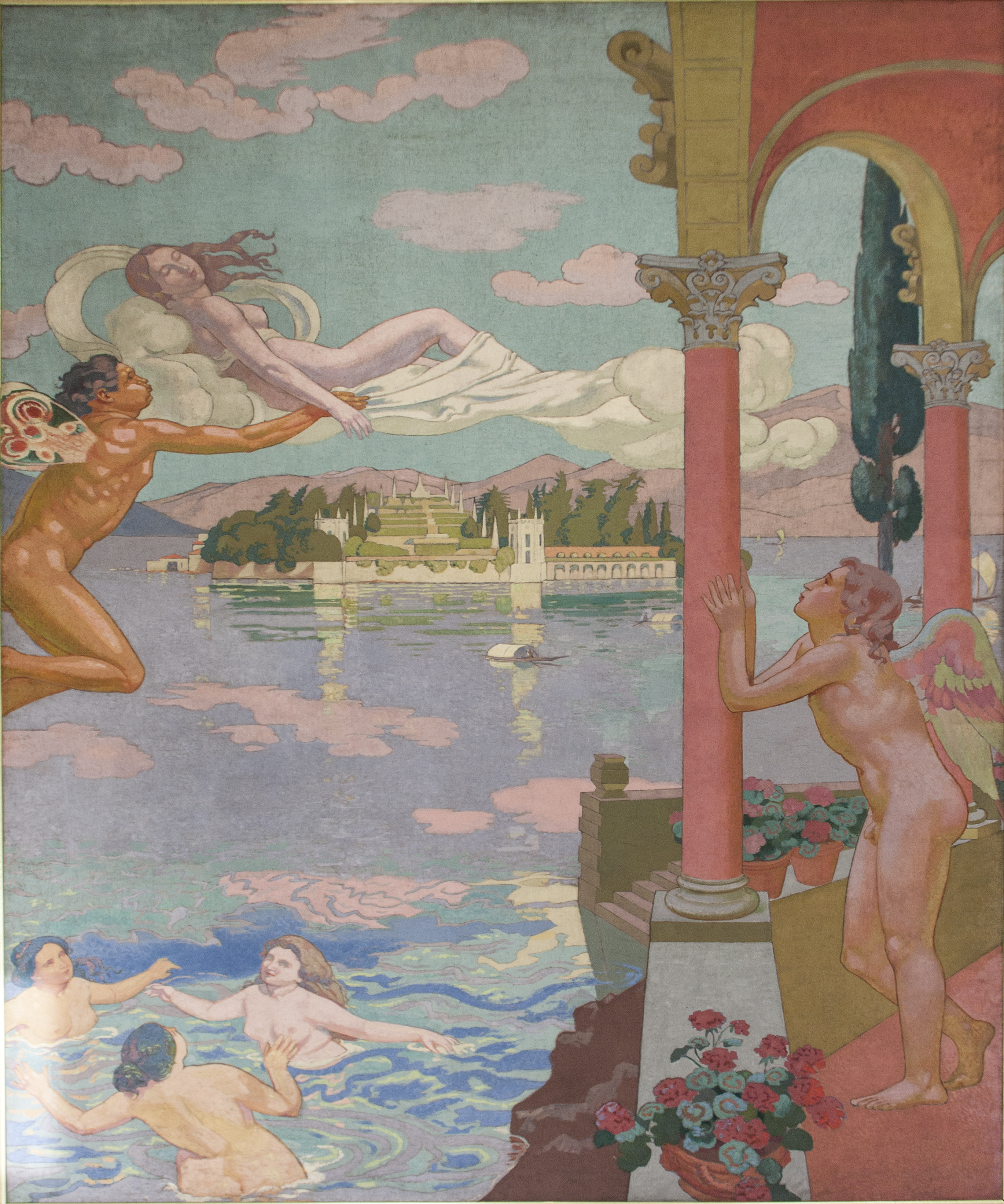
La historia de la psique, panel para la mansión de Ivan Morozov, Moscú (1908)
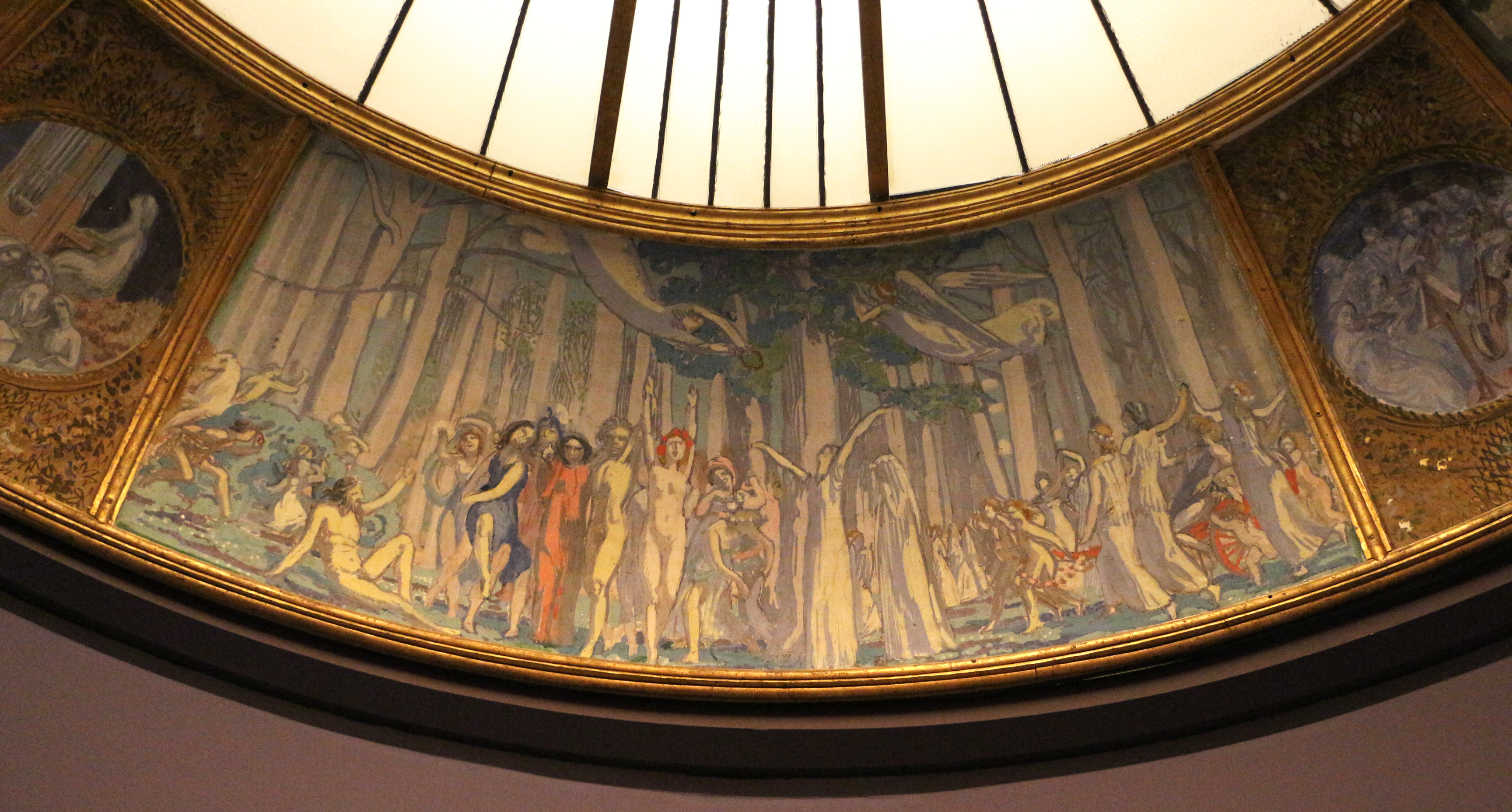
Parte del mural de la cúpula del Théâtre des Champs-Élysées, Paris (1908-11)

En 1908, Denis comenzó a trabajar en un importante proyecto decorativo para el mecenas del arte ruso Ivan Morozov, que había sido un importante mecenas de Claude Monet y Auguste Renoir, y propietario de El Café Nocturno de Vincent van Gogh. Denis creó un gran panel mural, La historia de Psique, para la sala de música de la mansión de Morozov en Moscú, y luego agregó algunos paneles adicionales al diseño. Sus honorarios por este proyecto le permitieron comprar su casa junto al mar en Bretaña. Luego asumió un proyecto más ambicioso, la cúpula de un nuevo teatro, el Théâtre des Champs-Élysées, que el arquitecto Auguste Perret estaba construyendo en París. El teatro era moderno; fue el primer edificio importante de París construido con hormigón armado y se considera el primer edificio de estilo Art Deco; pero la obra de Denis era puramente neoclásica. El tema fue la historia de la música, con figuras de Apolo y las Musas. Perret construyó un estudio especial para Denis para que pudiera pintar una obra de tan gran escala.

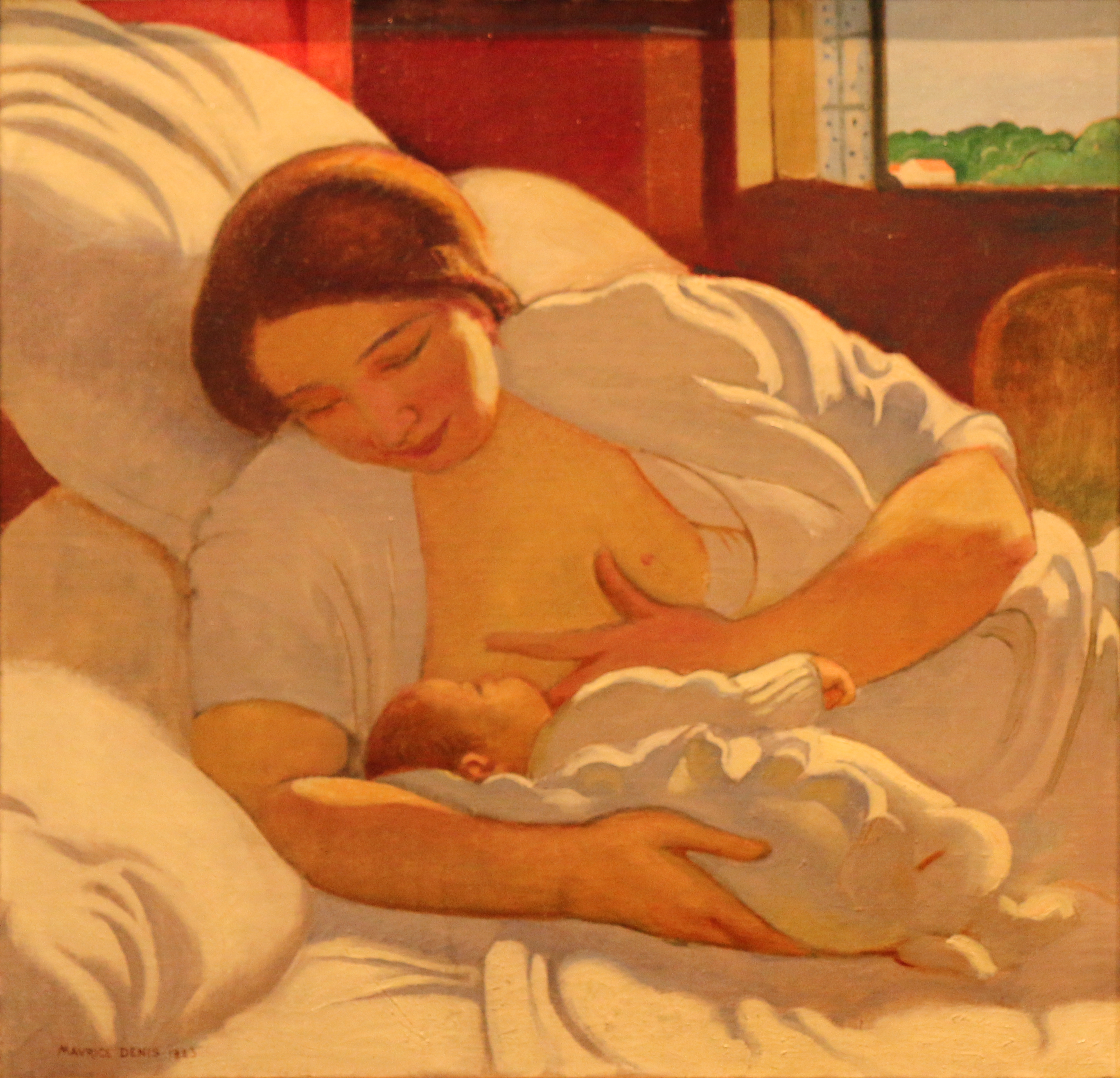
Maurice Denis - Maternité Calvet 1923

### Enseñanza y teoría: "un nuevo orden clásico"

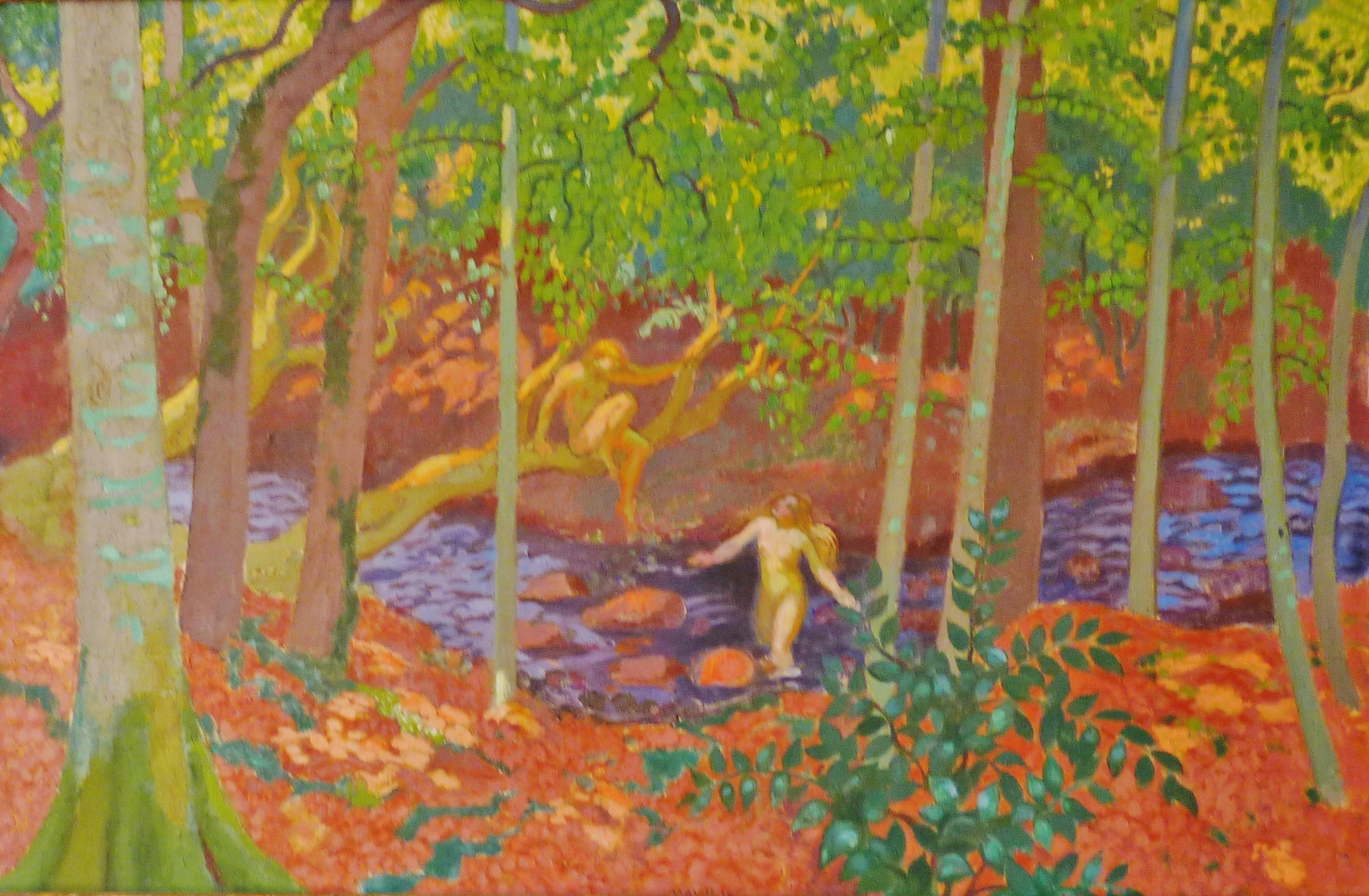
Daphnis et Chloé (Maurice Denis,huile sur toile, manoir de Kerazan, fondation Astor) 1918

A partir de 1909, enseñó pintura en la Académie Ranson de París, donde sus alumnos incluyeron a Tamara de Lempicka a la que enseña la técnica artesanal de la pintura, aunque su estilo art-deco era bastante diferente al de él. También dedicó gran parte de su tiempo a escribir sobre teoría. En 1909 publicó Théories, que reunía los artículos que había escrito sobre arte desde 1890, describiendo el curso del arte desde Gauguin a Matisse (cuya obra le desagradaba) a Cézanne y Maillol, bajo el subtítulo: "Del simbolismo y Gauguin hacia un nuevo orden clásico". El libro fue muy leído, con tres ediciones más publicadas antes de 1920. Incluía su ensayo de 1906 "El sol", en el que describía la decadencia del impresionismo: "El error común de todos nosotros fue buscar sobre todo la luz. Hubiera sido mejor buscar primero el Reino de Dios y su justicia, es decir, la expresión de nuestro espíritu en la belleza, y lo demás habría llegado naturalmente”. También incluía su idea de que "El arte es la santificación de la naturaleza, de esa naturaleza que se encuentra en todos los que se contentan con vivir". Y describía su teoría de la creación que encontraba la fuente del arte en el carácter del pintor: "Lo que crea una obra de arte es el poder y la voluntad del artista".
Los temas de sus obras maduras incluyeron paisajes y estudios de figuras, particularmente de madre e hijo. Pintó una serie de obras de desnudos en la playa, un homenaje a las bañistas de Rafael y la desnudez clásica de la Venus de Milo y otras esculturas griegas. También se dedicó a la pintura de temas religiosos, como "La dignidad del trabajo", encargada en 1931 por la Federación Internacional de Sindicatos Cristianos para decorar la escalera principal del Centro William Rappard.

### Arte religioso

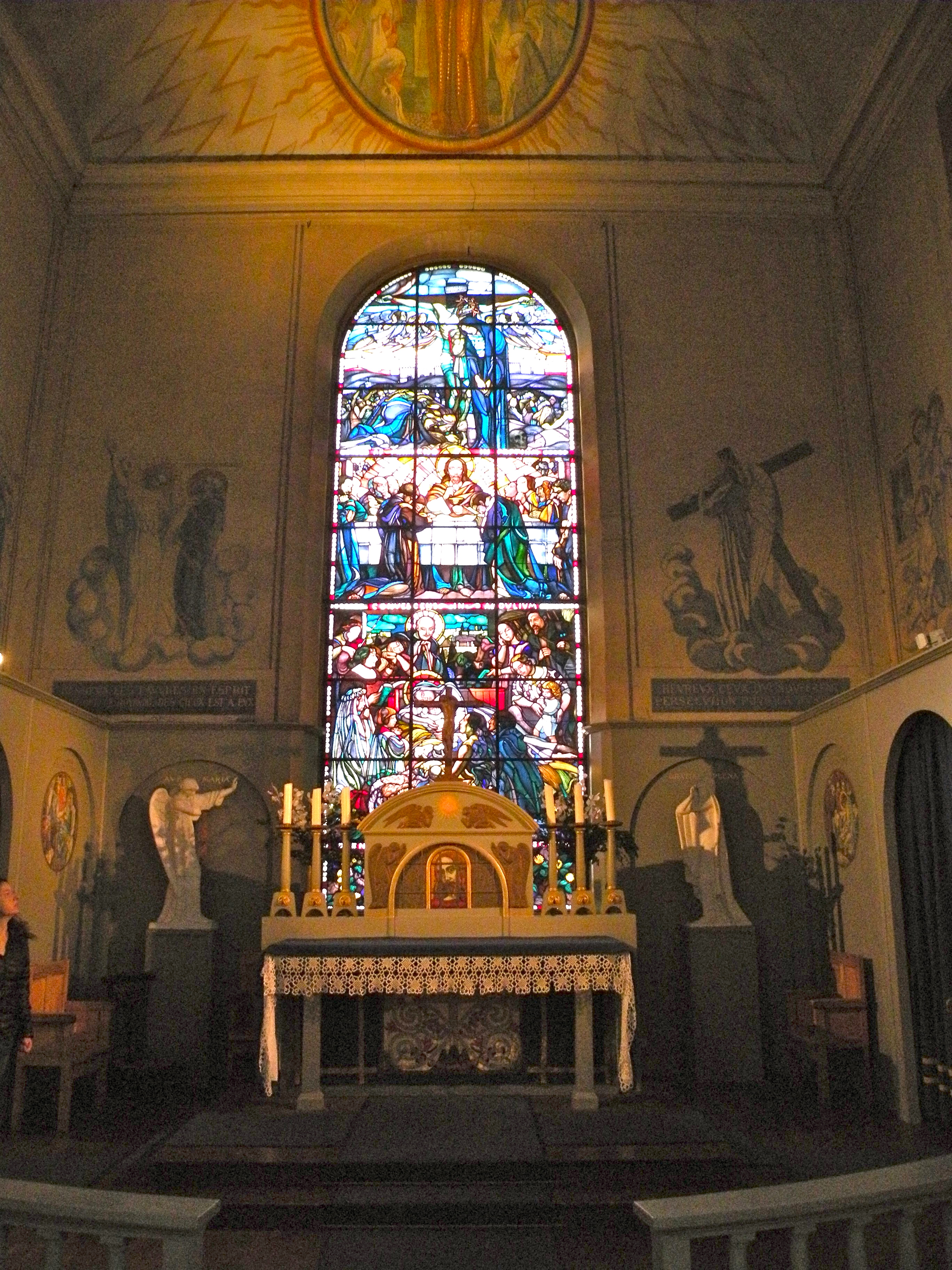
Capilla del Priorato, Saint-Germain-en-Laye (1915-28)
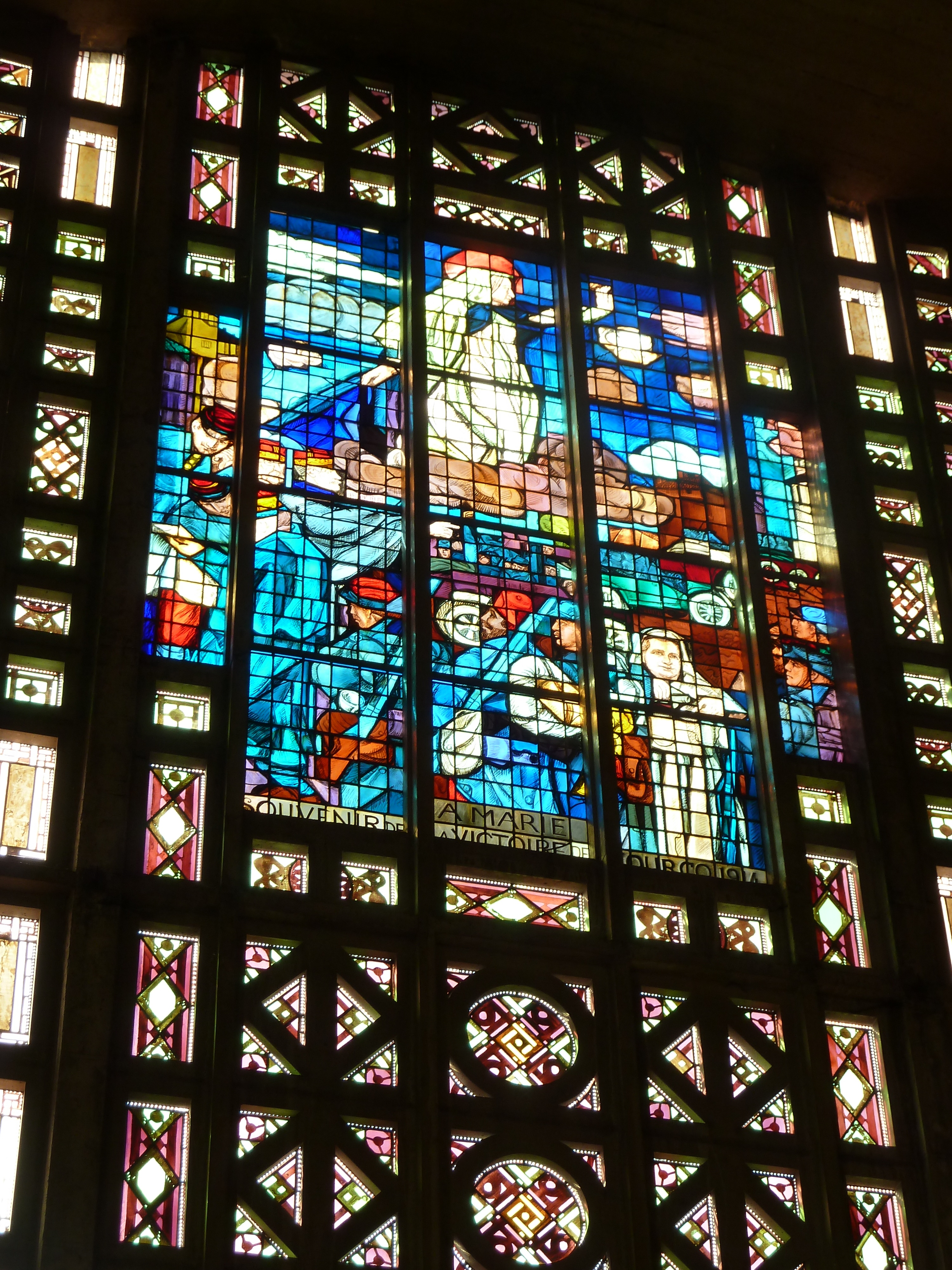
Notre-Dame du Raincy
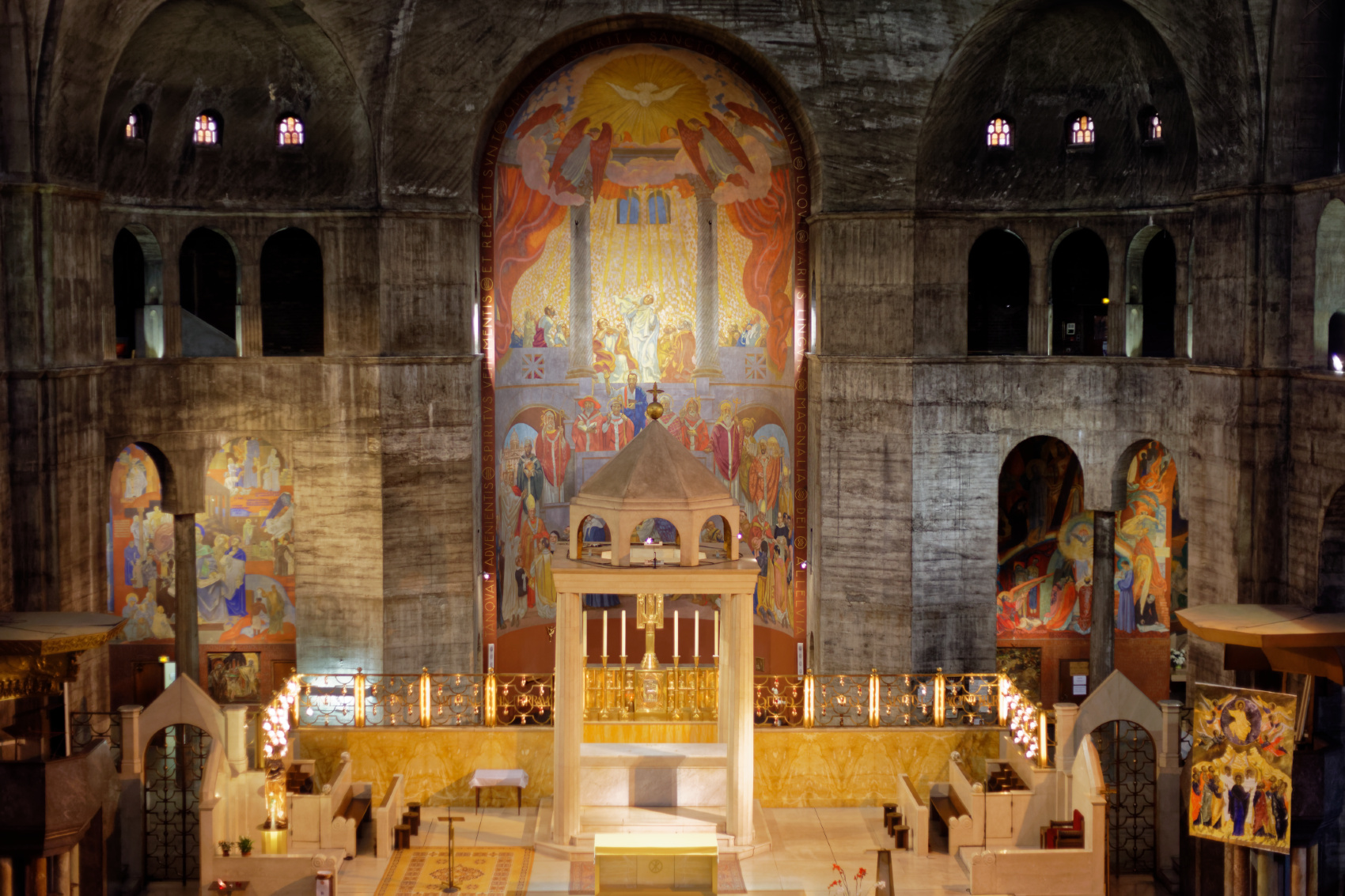
Église du Saint-Esprit en Paris
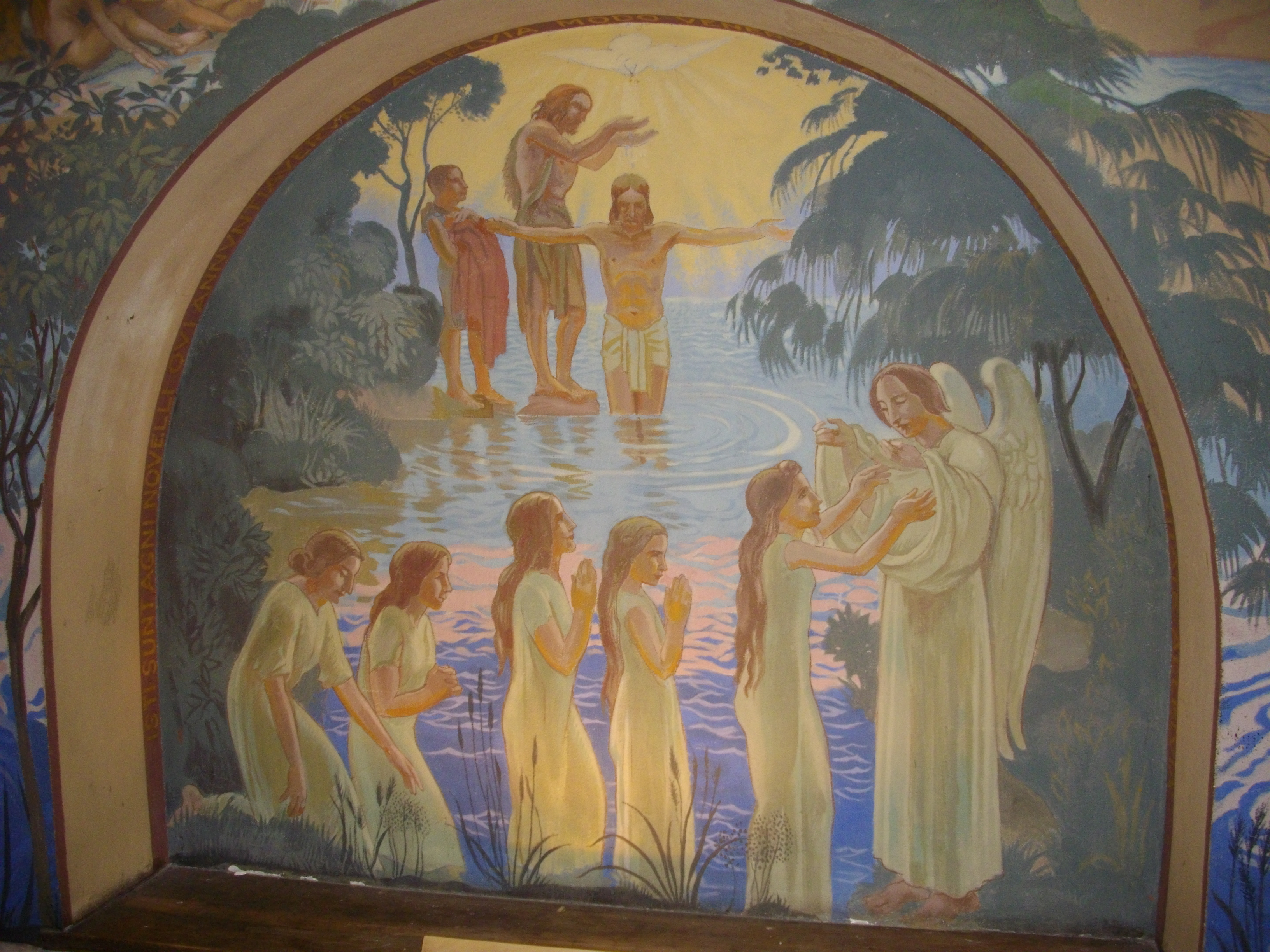
Mural para Saint-Nicaise. Reims

En el último período de su vida y obra, centró su atención cada vez más en los murales a gran escala y en el arte religioso. En 1914, Denis compró el antiguo hospital de Saint-Germaine-en-Laye, construido bajo Luis XIV en el siglo XVII. Cambió el nombre del edificio a "El Priorato" y entre 1915 y 1928, con la ayuda del arquitecto Auguste Perret, decoró el edificio, en particular la capilla inacabada, que llenó con sus propios diseños de frescos, vidrieras, estatuas y muebles. En 1916 declara su intención de aspirar al "fin supremo de la pintura, que es la decoración mural a gran escala". completó veinte murales entre 1916 y su muerte en 1943.
Además del Priorato, sus otras obras importantes de este período incluyen la decoración de la Iglesia de Notre-Dame du Raincy, una innovadora iglesia art déco de hormigón armado en los suburbios de París diseñada por Auguste Perret, que se completó en 1924. La iglesia fue diseñada en el espíritu de la Sainte-Chapelle de París, para dar a las vidrieras el máximo efecto. Las ventanas se realizaron en colaboración con la vidriera Marguerite Huré. Denis diseñó el arte figurativo en el centro de cada ventana, mientras que Marguerite Huré creó la ventana y los diseños abstractos de vidrio a su alrededor. Otras obras religiosas importantes incluyen la iglesia de la capilla de Saint-Louis en Vincennes (1927), las ventanas de la capilla de La Clarté en Perros (1931) y la iglesia de Thonon, su proyecto final antes de su muerte en 1943.
El 5 de febrero de 1919, poco después de la Primera Guerra Mundial, Denis y George Desvallières fundaron los Ateliers d'Art Sacré, como parte de un amplio movimiento en Europa para reconciliar la iglesia con la civilización moderna. Los Ateliers crearon arte para las iglesias, particularmente aquellas devastadas por la guerra reciente. Denis dijo que estaba en contra del arte académico porque sacrificaba la emoción a la convención y el artificio, y estaba en contra del realismo porque era prosa y quería música. Sobre todo deseaba la belleza, que era un atributo de la divinidad.
La iglesia más importante decorada por los Ateliers fue la Église du Saint-Esprit de París, terminada en 1934. Los murales y frescos del interior fueron pintados por George Desvallières, Robert Poughéon, Nicolas Untersteller y Elizabeth Branly. La iglesia fue decorada por miembros de los Ateliers d'Art Sacré, que muestra la historia de la iglesia militante y la historia de la iglesia triunfante desde el siglo II hasta el siglo XX. Para asegurar la unidad en las decoraciones, el arquitecto impuso una altura estándar para todas las personas representadas y el rojo como color de todos los fondos. El tema central de las pinturas es "la historia de la iglesia militante y la historia de la iglesia triunfante desde el siglo II hasta el siglo XX. Denis pintó dos de las obras principales, el Retablo y otra gran obra al lado. El Los murales de las iglesias que pintó estaban fuertemente influenciados por el arte renacentista que había visto en las iglesias de Italia, particularmente el trabajo de Giotto y Miguel Ángel. Escribió en 1922: "Lo sublime es abordar el tema o la pared con una actitud grandiosa, noble, y de ninguna manera mezquina.”

### Murales cívicos

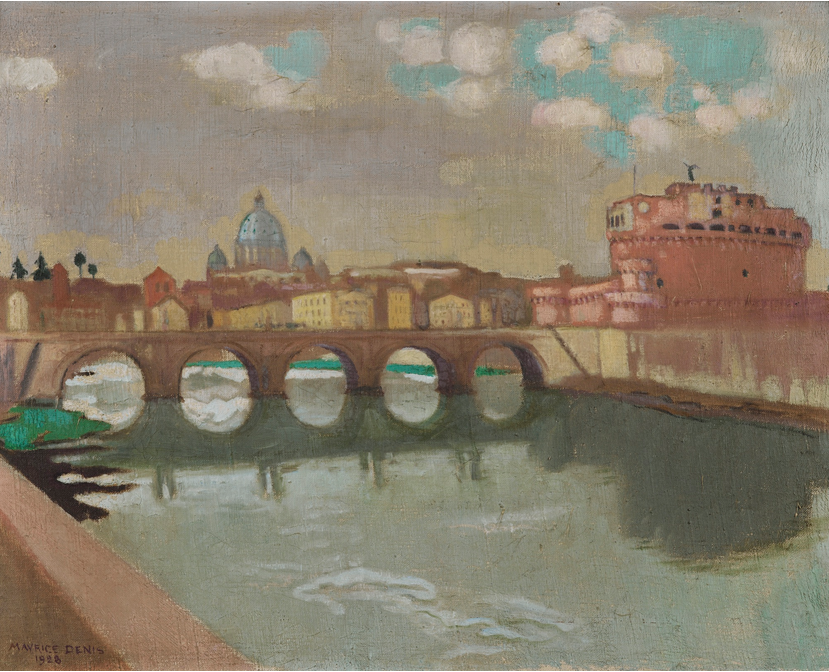
LE PONT SAINT-ANGE 1928

A fines de la década de 1920 y 1930, su prestigio era tal que recibió encargos para una serie de murales para importantes edificios cívicos. Estos incluyeron el techo sobre la escalera del Senado francés en el Palacio de Luxemburgo; y murales para el Hospicio de la ciudad de Saint-Étienne, donde retomó los temas coloridos y neoclásicos de sus pinturas playeras. Recibió el encargo de realizar dos paneles murales para el Palais de Chaillot, construido para la Exposición Internacional de París de 1937. Denis invitó a varios amigos de su carrera anterior, Pierre Bonnard, Édouard Vuillard y Roussel, a participar en el proyecto con él. Los dos paneles celebran la música sacra y profana (música no religiosa) en un colorido estilo neoclásico, recordando su decoración para la cúpula del Théâtre des Champs-Élysées. El panel clásico muestra una antigua celebración en los Jardines de Boboli en Roma, que había visitado recientemente. Las pinturas aún se pueden ver, aunque han sido algo desfiguradas por renovaciones posteriores.
En sus últimos años, también tuvo dos encargos importantes fuera de Francia, ambos sobre su tema favorito de la fe cristiana y el humanismo; el primero, en 1931, para las Oficinas de la Oficina Internacional del Trabajo en Ginebra, encargado por la Asociación Internacional de Trabajadores Cristianos en Ginebra sobre el tema "Cristo predicando a los trabajadores"; y el segundo, en 1938, para la nueva sede de la Sociedad de Naciones. sobre el tema de estar armados para la paz, representando una figura de Orfeo domando al tigre de la guerra.

### Últimos años
En enero de 1940, a los setenta años, resumió sus logros en su diario: "Mi matrimonio: Delacroix admirado y comprendido; Ingres abandonado; romper con los extremistas. Me he hecho oficial y al mismo tiempo cultivo en secreto la inquietud de un arte que expresa mi visión y mi pensamiento, al mismo tiempo que me obliga a realizar mejor las lecciones de los maestros."

## Citas sobre arte
Los escritos publicados y el diario privado de Denis ofrecen una visión amplia de su filosofía del arte, que desarrolló a lo largo de su vida:
- "Decorativo y edificante. Eso es lo que quiero que sea el arte antes que nada". (Nuevas teorías (1922)[2]
- "La pintura es ante todo el arte de la imitación, y no el servidor de una 'pureza' imaginaria". (Nuevas teorías (1922)[2]
- "No perder de vista los objetivos esenciales de la pintura, que son la expresión, la emoción, el deleite; comprender los medios, pintar decorativamente, exaltar la forma y el color". (Diario, 1930)[2]

## Obras

### Cuadros

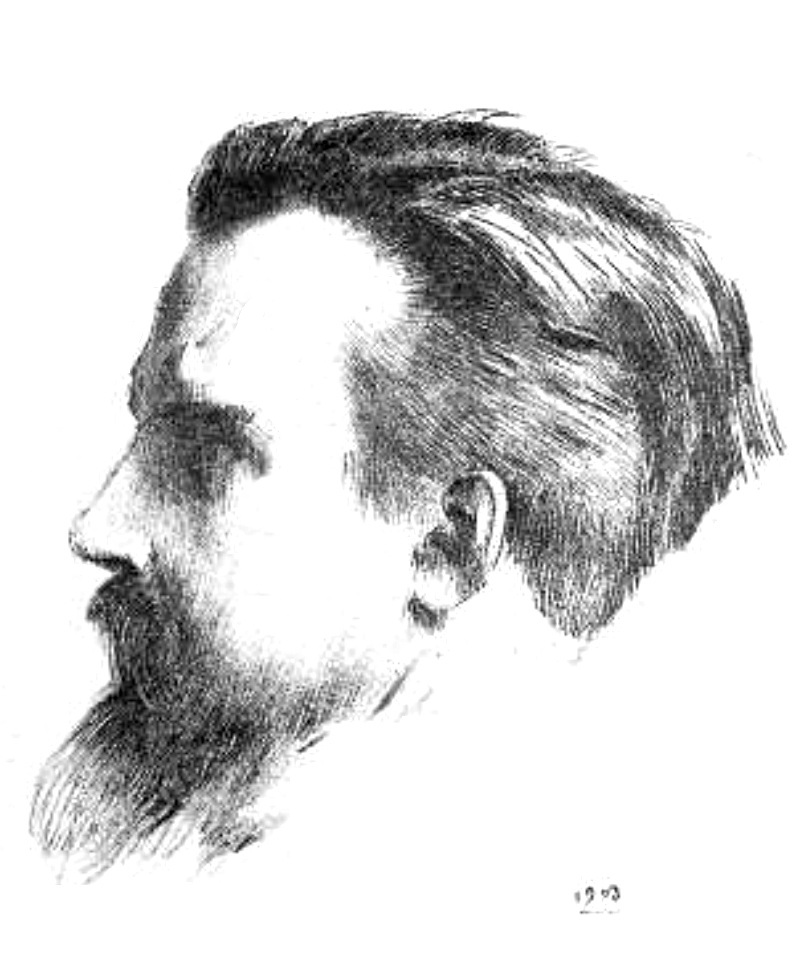
Maurice Denis.

- Maurice Denis.Misterio católico, 1889, colección Poncet, Suiza
- Montée au Calvaire, 1889, Museo de Orsay, París
- La danza bretona, 1891
- Marta al piano, 1891
- Abril, 1892
- Procesión, 1892, colección A.G. Altshul, Nueva York
- Juillet, 1892, Colección Rau, Zúrich
- Las Musas (Les Muses), 1893, Museo de Orsay, París
- Mañana de Pascua, 1893, colección particular, Ruan
- Paisaje con árboles verdes (Paysage aux arbres verts),[10] 1893, Museo de Orsay, París
- Ils virent des fées débarquer sur les plages, h. 1893, colección privada
- Visita a la parturienta, 1895, colección particular, París
- Peregrinos de Emaús, 1895, Prieuré, Saint-Germain-en-Laye
- Paravent aux colombes, h. 1896, cuatro paneles, colección privada
- Maternité au lit jaune, 1896, Colección Rau, Zúrich.
- Bañistas, playa de Pouldu (Baigneuses, plage du Pouldu), 1899, Museo del Petit-Palais, París
- Maternidad en la ventana (Maternité à la fenêtre), h. 1899, Museo de Orsay, París
- Sinite Parvulos, 1900, Museo Clemens Sels, Neuss
- Homenaje a Cézanne (Hommage à Cézanne), 1900, Museo de Orsay, París
- Intimidad (Intimité), 1903, Museo del Petit-Palais, París
- El Magnificat (Le Magnificat), Museo de Vieux Granville, Granville
- Eurídice (Eurydice), h. 1903-1904, Staatliche Museen, Berlín
- Déesse galloise des troupeaux,[11] 1905, Neue Pinakothek, Múnich
- Bañistas en Perros-Guirrec (Baigneuses à Perros-Guirrec), 1909, Museo del Petit-Palais, París
- Prise de Voile, 1933, Museo A.-G. Poulain, Vernon, Francia

En el Museo de Orsay, París, se encuentra también el fondo de fotografías tomadas por Maurice Denis.

### Ilustraciones
Maurice Denis realizó ilustraciones de obras literarias, así como litografías. 
- Sabiduría (Sagesse), de Paul Verlaine, ilustración de 1889 y publicado por Ambroise Vollard.
- Viaje de Uriano, de Gide, 30 litografías de 1893
- Imitación de Jesucristo, 216 planchas de madera de 1903, editadas por Vollard
- L'Annonce faite à Marie, de Paul Claudel, comenzada en 1926, fue editada en 1943

### Obra decorativa
Realizó decoraciones, tanto en iglesias como edificios públicos, principalmente en Francia. Entre ellas, puede mencionarse:
- 1903, Iglesia de Santa Margarita, Le Vésinet: Capillas de la Virgen y del Sagrado Corazón, deambulatorio.
- 1912-1913, la cúpula del Teatro de los Campos Elíseos: Histoire de la musique. Les toiles sont réalisées dans son atelier de Saint-Germain que Perret vient de construire pour l'occasion.
- 1915-1920, la Capilla de Prieuré en St Germain en Laye
- 1923-1927, Iglesia de San Luis, Vincennes: Les Béattitudes et la Glorifification de St-Louis.
- 1925, Museo del Petit-Palais, Museo de Bellas Artes de la Villa de París, cúpula Dutuit: Historia del Arte Francés
- 1931, Escalera de la OIT en Ginebra: Christ aux Ouvriers, Dignité du Travail.
- 1934, Iglesia del Espíritu Santo, París 75012: La Pentecôte.
- 1937, Galería Lateral del Palacio de Chaillot en París: la Música sacra y la música profana
- 1937, Liceo Claude-Bernard en Auteuil: Sala, la cultura francesa clásica
- 1938, Sala de la Sociedad de Naciones, Ginebra, Suiza
- 1938, Iglesia de Lapoutroie, Alto Rin: quatre scènes de la vie de sainte-Odile.
- 1943, Basílica de Thonon son dernier Chemin de Croix.

También realizó decoraciones en palacios o casas particulares. De ellas puede mencionarse la que hizo en 1908 para S. Morosov en Moscú, con la Historia de Psiqué, actualmente en el Museo del Hermitage, en San Petersburgo; o para Ch. Stern en París, con Soir florentin, la Cantate, et Baigneuses, fragmentos actualmente conservados en el Museo del Petit-Palais.

### Escritos
Maurice Denis fue igualmente un escritor de crítica artística. En sus obras puede seguirse su propia evolución artística.
- Teoría del simbolismo y de Gauguin hacia un nuevo orden clásico  (Théories, 1890-1910. Du symbolisme et de Gauguin vers un nouvel ordre classique), 1912
- Nuevas Teorías sobre el arte moderno y sobre el Arte sagrado (Nouvelles Théories sur l'art moderne, sur l'art sacré. 1914-1921), 1922
- Carnets de voyage en Italie, 1921-1922 (1925)
- Henry Lerolle et ses amis, suivi de Quelques lettres d'amis (1932)
- Encantos y lecciones de Italia (Charmes et Leçons de l'Italie), 1933
- Historia del arte religioso (Histoire de l'art religieux), 1939
- Paul Sérusier. ABC de la peinture. Suivi d'une étude sur la vie et l'œuvre de Paul Sérusier (1942)
- Diarios (Journal. Tome I : 1884-1904. Tome II : 1905-1920. Tome III : 1921-1943), editados en París entre 1957 y 1959
- Correspondance Jacques-Emile Blanche - Maurice Denis : 1901-1939. Editado, presentado y anotado por par Georges-Paul Collet (1989).
- Le Ciel et l'Arcadie. Textos reunidos, presentados y anotados por Jean-Paul Bouillon (1993).
- Maurice Denis et André Gide, Correspondance (1892-1945), éd. P. Masson et C. Schäffer, Paris, Gallimard, 2006, 418 p.

Una gran retrospectiva de sus obras está programada para el año 2007 en el Musée Des Beaux Arts de Montréal.